# Кривий Ріг
Криви́й Ріг (МФА: [krɪˈʋɪi̯ rʲiɦ] ( прослухати)) — місто в Україні, адміністративний центр Криворізького району та Криворізької міської громади Дніпропетровській області. Сьоме за населенням і друге за площею місто держави. Населення станом на 2024 рік становило 568 172 мешканців. Друге за промисловим виробництвом місто після Києва. Є найдовшим містом Європи: лінійна довжина міста (відстань між крайніми південною та північною точками на межі міста) становить 66,1 км.
Кривий Ріг розташований на березі річок Інгулець і Саксагань. Заснований у 1775 році козаками. Військове поселення на 1860 рік перебувало в складі Херсонської губернії. Регіон почав зростати на рубежі 1880-х років. Урбанізація Кривого Рогу не була запланованою; французькі та англійські інвестиції були залучені бумом у металургії та гірничодобувній промисловості, відкриттям багатих родовищ залізної руди. Будівництво Катерининської залізниці для транспортування руди на Донбас перетворило Кривий Ріг у велике місто, цей статус він отримав у 1919 році. 1934 року введено в експлуатацію першу чергу (доменна піч «Комсомолка») Криворізький металургійний завод (нині АрселорМіттал Кривий Ріг), найпотужніше з понад 500 підприємств регіону. У наш час місто є великим індустріальним та культурним центром України.

## Походження назви
Популярна міська легенда стверджує, що місто назване на честь свого засновника. Перше поселення — зимівник — у цій місцевості заснував кривий (без одного ока) козак на ім'я Ріг. Відомий також козак Іван Ждан-Ріг, який був кошовим отаманом Запорізької Січі у 60–70 роки XVII століття.
Реєстри Запорозького Коша згадують урочище Кривий Ріг ще до заснування постійного поселення. У цій місцині злиття річок Саксагані й Інгульця утворює довгий кривий мис — «ріг».

### Запис іншими мовами
Транслітерація назви міста латиницею — Kryvyi Rih або Kryvyj Rih (наукова транслітерація кирилиці), англійська транслітерація — Kryvyi Rih, німецька — Krywyj Rih, їдиш — קריבי ריה) או קריבוי רוג). Іноземні джерела часто наводять як український, так і російський варіант назви, що не є зовсім коректно.

## Символіка
Сучасний герб, печатка та прапор Кривого Рогу затверджені 28 лютого 2007 року. В основу герба покладена козацька порохівниця, виготовлена з рогу, що передусім вказує на назву міста і його минуле як територію Запорізької Січі, легенду про засновника міста козака Кривого Рога та іншу версію про походження назви міста — утворення кривого мису (рогу) при злитті річок Інгулець та Саксагань.
Порохівниця також говорить про великий потенціал і можливості міста. Золотий дубовий трилисник із двома жолудями — це символ сили та духовного відродження. Зелений колір означає достаток і радість. Червоний — хоробрість та лицарські чесноти
Девізом Кривого Рогу нині є гасло «Місто довжиною в життя», воно зображене на логотипі міста.
Головна нагорода міста — нагрудний знак «За заслуги перед містом». 40 діячів міста мають звання його почесних громадян. За радянських часів місто нагороджене Орденом Леніна та Орденом Трудового Червоного Прапора. 2002 року гімном Кривого Рогу визнана пісня «Кривий Ріг – моє місто».
День міста криворіжці святкують в останні вихідні травня.  Вперше святкування дня міста на стадіоні «Металург» відбулось у 1975 році на 200-ту річницю. Традиційно відзначається й дата звільнення міста в часі німецько-радянської війни (22 лютого 1944 року). На згадку про вранішній початок операції традиційний парад 9 травня починається о 4 годині ранку.
Святими заступниками міста православні християни Кривого Рогу вважають святого Миколая Чудотворця, єпископів Онуфрія і Порфирія. 2013 року відкритий присвячений їм пам'ятник.

## Географія

### Фізична географія

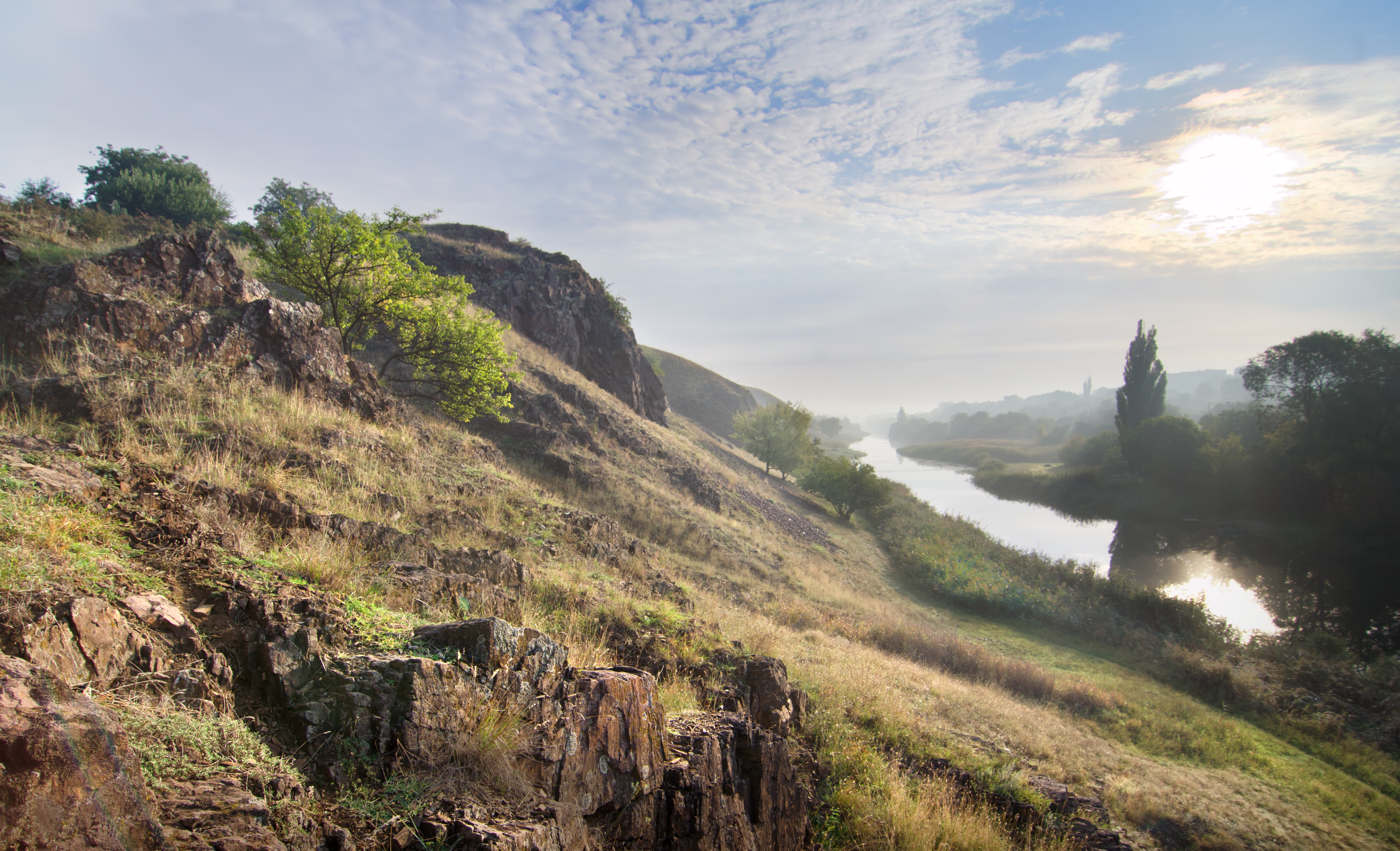
Скелі «Орлине гніздо»

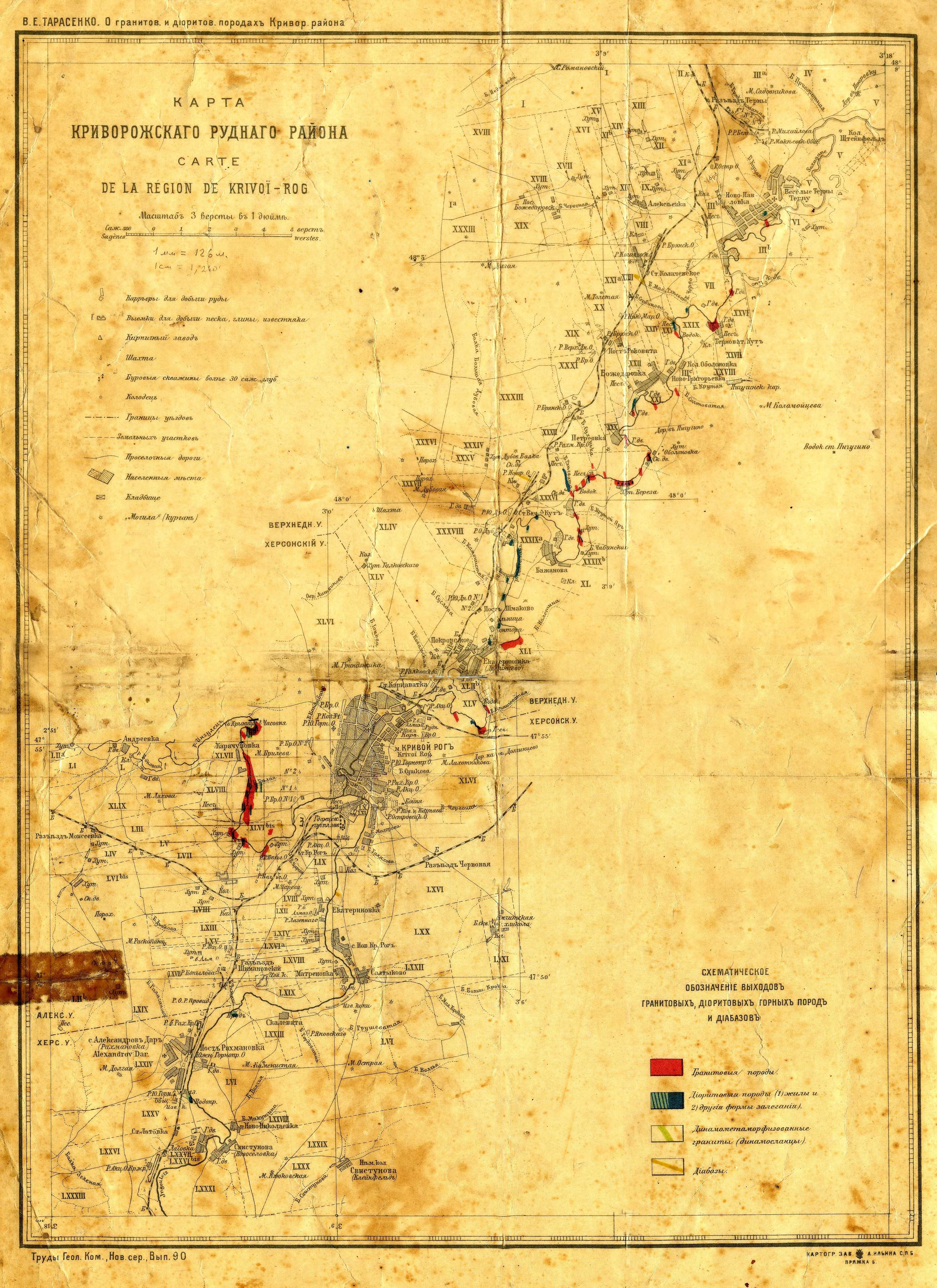
Карта Криворізького рудного району, 1914

Місто Кривий Ріг розташоване в центральній частині Українського кристалічного масиву. В геологічній побудові міста та його околиць беруть участь четвертинні суглинки, завтовшки 3–25 м, що підстилаються неогеновими глинами, пісками або тріщинуватими вапняками, завтовшки 5–11 м. Над неогеновими відкладеннями залягають докембрійські кристалічні породи (граніти), що виходять на поверхню в долинах річок. У межах району виділяються два водоносних горизонти — відкладень четвертинного періоду і кристалічних порід докембрію та продукти їхньої руйнації.
Чорноземи звичайні — головна генетична група ґрунтів у приміській зоні. Також представлені лучно-чорноземні та лучно-солонцюваті ґрунти.

### Розташування

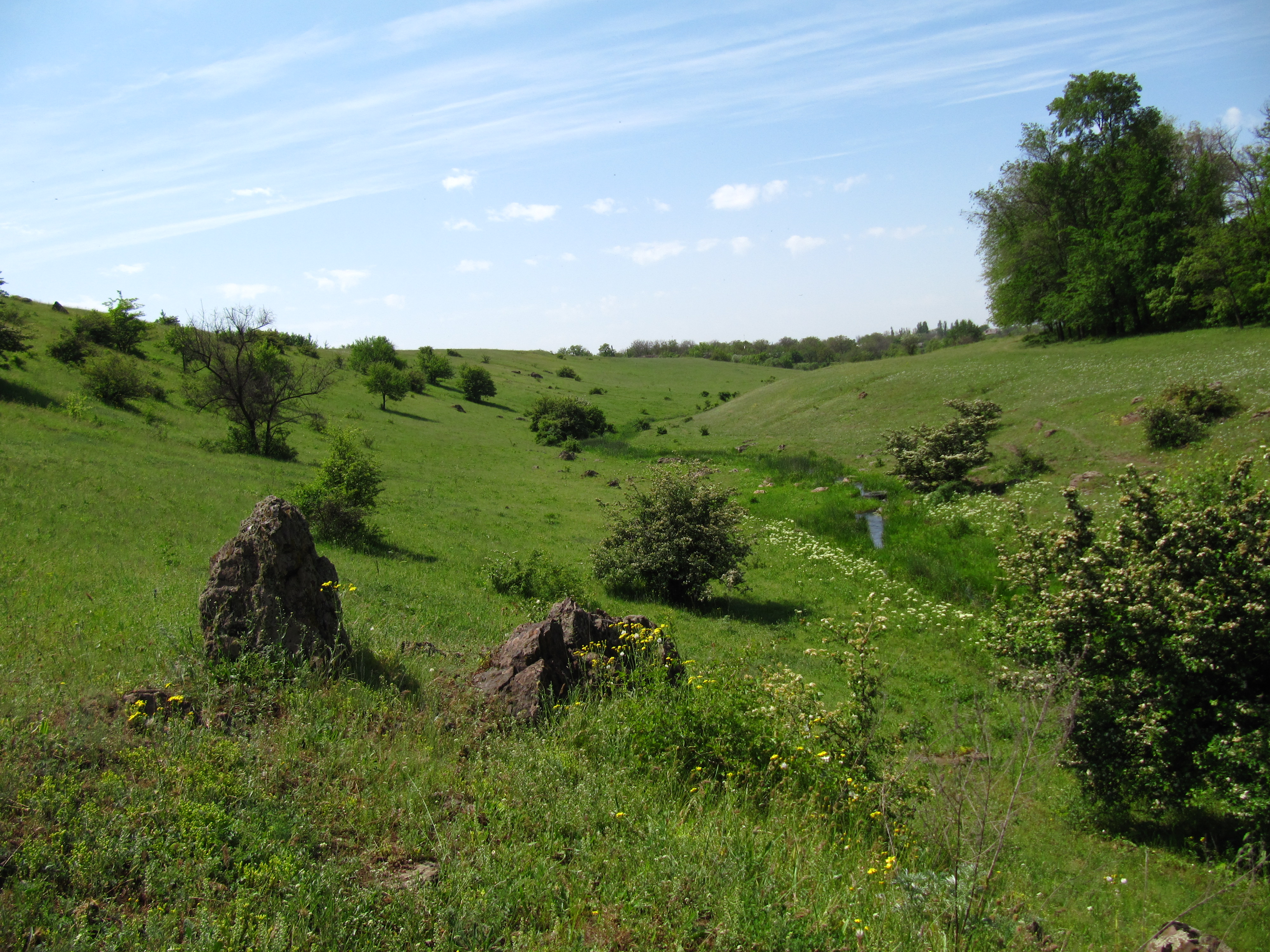
Червона Балка Північна

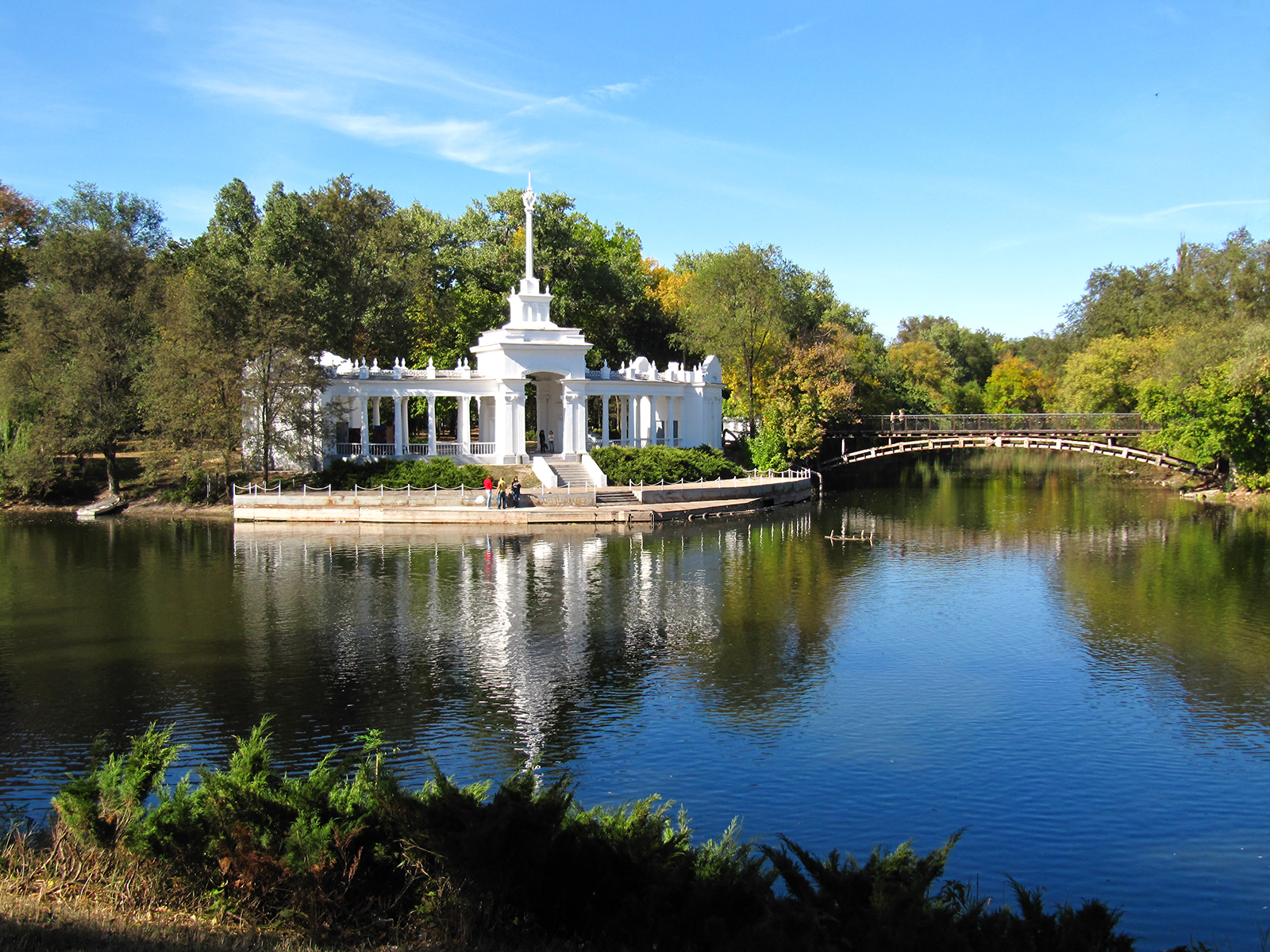
Човникова станція на злитті Саксагані та Інгульця. Парк імені Федора Мершавцева

Місто розташоване у степовій зоні України, на злитті річок Інгулець, Саксагань і Балки Червоної, які входять до басейну Дніпра. Територія околиць розчленована численними балками (Зелена, Березнеговата, Червона, Макортова, Галахова, Лозуватка, Грушевата, Петрикова, Красна, Рокувата, Суха, Гливата, Дубова, Вовча, Суслова, Кобальска, Калетіна, Крутий Яр, Приворотна та інші). У місцях виходу корінних порід схили річкових долин круті.
У період танення снігу і після дощів днищами балок протікають тимчасові водостоки. Стік Інгульця зарегульований Карачунівським водосховищем, стік Саксагані — Кресівським водосховищем, Саксаганським і Макортівським водосховищами. Абсолютні позначки поверхні водоймищ коливаються від 30 до 160 м. Переважні позначки поверхні становлять 50–100 м абс., мінімальні — характерні для заплавних ділянок річкових долин і становлять 30–45 м абс.
Долина Інгульця в межах міста переважно V-подібна, схили долин заввишки 25–35 м круті. Річище звивисте, але нерозгалужене, завширшки 40–60 м, глибиною на перекатах 0,2–0,6 м, на плесах — до 5,0 м. Швидкість течії річки на плесах незначна. У зимовий період замерзає. Середні дати початку льодоставу до глобального потепління клімату в останні 20 років припадали на 7–12 грудня, число днів з льодовими явищами 110—115. Товщина льоду сягала 20–35 см. Скресала річка 14–16 березня. Зараз через теплі зими льодостав на річці нестійкий, малопотужний.
Долина річки Саксагані в межах міста переважно трапецеїдальна, заплава відкрита, лугова суха. Має 28 приток. Річка належить до категорії малих річок. Переважна ширина заплави 100—200 м. У період весняного повіддя заплава затоплюється на глибину 1,0–1,5 м. Річище річки нерозгалужене, переважна ширина його 20–40 м. Швидкість течії незначна. Природний режим річки сильно змінено регулювальним впливом гребель, скиданням шахтних і промислових вод, а також забором води на технічні потреби. На ділянці «шахта „Саксагань“—Чорногорка» річка переведена в підземний колектор (Саксаганський дериваційний тунель). Сучасне гирло річки розташоване в районі селища Чорногорка — нижче на 1,5 км від природного гирла в районі парку Мершавцева. До міста підведено Канал Дніпро — Інгулець та Канал Дніпро — Кривий Ріг.
Загальний напрям стоку підземних вод Криворіжжя — на південь — в бік Причорноморської тектонічної западини, а також до місцевого базису ерозії — річкових долин, балок, ярів, подів, тому місцями виникають джерела (природний вихід підземної води на земну поверхню, наприклад в районі скель Орлине гніздо, у балці Гандибіна, на березі Кресівського водосховища в парку та ін.) та мокрини (місця просочування підземних вод на денну поверхню у вигляді сильно змоченого ґрунту).

### Клімат
Місто знаходиться у зоні, котра характеризується вологим континентальним кліматом зі спекотним літом. Найтепліший місяць — липень із середньою температурою 27,8 °C (82.04 °F). Найхолодніший місяць — січень, із середньою температурою -6,3 °С (20.66 °F).
Більша частина опадів випадає під час теплої половини року (квітень-жовтень) — 268 мм. Добовий максимум опадів (90 мм) спостерігався у червні 1913 року. Упродовж року сумарна тривалість випадіння опадів 730 годин. За останні 60 років посушливими є кожні 3–4 роки на одне десятиліття. Сильні посухи на Криворіжжі бувають раз на 5–10 років. Зливові дощі супроводжуються грозами та градом. Найчастіше грози трапляються в період з травня по серпень.
Кількість днів зі сніжним покровом — 69. Стійкого снігового покрову майже не буває, 52 % зим є безсніжними та малосніжними. Середня висота снігу становить 10 см, максимальна — 30 см. Взимку на річках можна спостерігати зимові паводки. Їх виникнення пов'язується з сильними відлигами — таненням снігового покриву і дощами. Упродовж зими частим явищем є ожеледь.
Переважають північні та східні вітри. Рідше за інших спостерігається південний вітер. Влітку найчастіші північні та північно-західні вітри, в інші сезони року — північно-східні, північні та східні вітри. Штилі трапляються на початку осені та влітку.
| Клімат Кривого Рогу     | Клімат Кривого Рогу | Клімат Кривого Рогу | Клімат Кривого Рогу | Клімат Кривого Рогу | Клімат Кривого Рогу | Клімат Кривого Рогу | Клімат Кривого Рогу | Клімат Кривого Рогу | Клімат Кривого Рогу | Клімат Кривого Рогу | Клімат Кривого Рогу | Клімат Кривого Рогу | Клімат Кривого Рогу |
| Показник                | Січ.                | Лют.                | Бер.                | Квіт.               | Трав.               | Черв.               | Лип.                | Серп.               | Вер.                | Жовт.               | Лист.               | Груд.               | Рік                 |
| Абсолютний максимум, °C | 13                  | 18,9                | 23,5                | 31,8                | 35,8                | 36,4                | 38,6                | 39,6                | 32,2                | 31,7                | 21,7                | 15,3                | 39,6                |
| Середній максимум, °C   | −0,9                | 0,1                 | 6,1                 | 15                  | 21,8                | 25,2                | 27,8                | 27,5                | 21,4                | 14                  | 5,5                 | 0,4                 | 13,7                |
| Середня температура, °C | −3,5                | −3,1                | 1,9                 | 9,6                 | 15,9                | 19,5                | 21,8                | 21,2                | 15,6                | 9,1                 | 2,3                 | −2,1                | 9                   |
| Середній мінімум, °C    | −6,3                | −6,2                | −1,8                | 4,4                 | 9,8                 | 13,7                | 15,7                | 15                  | 10,1                | 4,7                 | −0,6                | −4,7                | 4,5                 |
| Абсолютний мінімум, °C  | −27,2               | −27,3               | −21                 | −8,9                | −1,6                | 2,8                 | 7,3                 | 5                   | −3,7                | −10                 | −18,6               | −24,5               | −27,3               |
| Норма опадів, мм        | 30                  | 29                  | 24                  | 28                  | 45                  | 62                  | 58                  | 32                  | 38                  | 37                  | 31                  | 28                  | 442                 |
| Днів з опадами          | 17                  | 15                  | 13                  | 13                  | 11                  | 11                  | 10                  | 9                   | 8                   | 9                   | 14                  | 18                  | 148                 |
| Днів з дощем            | 7                   | 6                   | 8                   | 12                  | 11                  | 11                  | 10                  | 9                   | 8                   | 8                   | 10                  | 9                   | 109                 |
| Днів зі снігом          | 13                  | 10                  | 6                   | 1                   | 0                   | 0                   | 0                   | 0                   | 0                   | 1                   | 5                   | 11                  | 47                  |
| ----------------------- | ------------------- | ------------------- | ------------------- | ------------------- | ------------------- | ------------------- | ------------------- | ------------------- | ------------------- | ------------------- | ------------------- | ------------------- | ------------------- |
| Джерело: Weatherbase    |                     |                     |                     |                     |                     |                     |                     |                     |                     |                     |                     |                     |                     |

Над територією міста сформувався своєрідний мікроклімат «острова тепла». У місті тепліше на 1,8 °C. Особливо це помітно в холодний період року. Також більше опадів, туманів, часто з низьких хмар і пило-газових викидів підприємств та автомобілів взимку утворюються смог, знижені дози сонячної радіації.

### Екологія
У Кривому Розі нараховується близько 5 тисяч джерел забруднення атмосферного повітря.

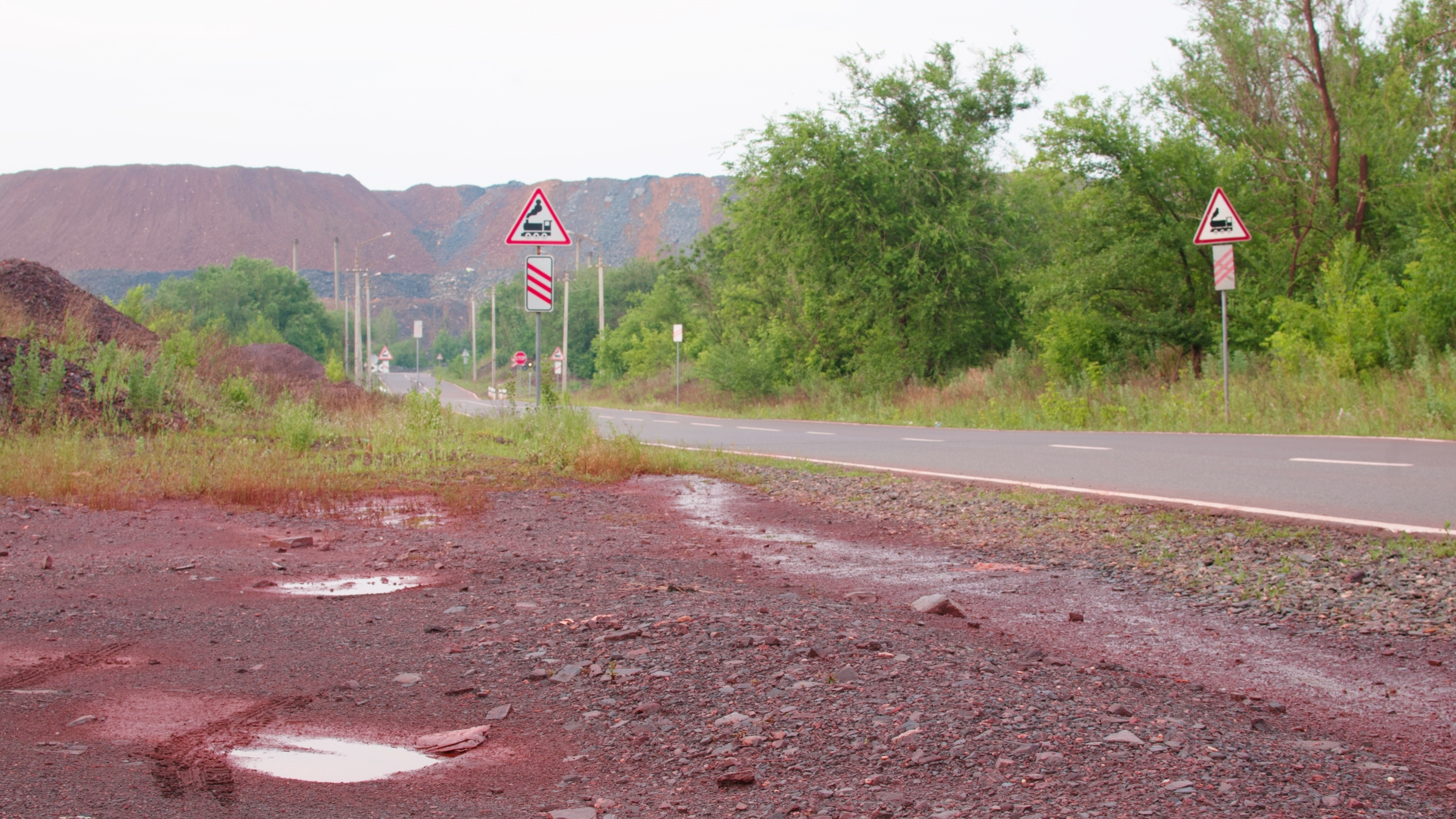
Через руди та будівництво доріг на основі місцевих порід земля часто може мати червоний колір

Основні підприємства-забруднювачі атмосферного повітря, тис.тонн:
- «АрселорМіттал Кривий Ріг» — 219,1;
- «Південний ГЗК» — 36,3;
- «Північний ГЗК» — 11,08;
- «Центральний ГЗК» — 2,2;
- «HeidelbergCement Україна» — 1,5;
- «Інгулецький ГЗК» — 1,3.

У 2011 році АрселорМіттал Кривий Ріг входив до десяти об'єктів, які є найбільшими забруднювачами довкілля в Україні.
Міжвідомча комісія по встановленню режимів роботи дніпровських водосховищ прийняла новий Регламент екологічного оздоровлення річки Інгулець із подовженням терміну промивки з середини травня до середини серпня.
Згідно з рейтингом журналу «Кореспондент», складеним у 2010 році, на основі даних Державної служби статистики України зі ступеня того, як багато небезпечних речовин викидають в атмосферу підприємства і транспорт міст України, Кривий Ріг визнаний найбруднішим містом України. На кожного жителя Кривого Рогу припадає 634 кг шкідливих речовин, викинутих в атмосферу. За цим показником Кривий Ріг випередив Маріуполь та Бурштин, які посіли відповідно друге і третє місця в рейтингу.

## Історія

### Давня історія

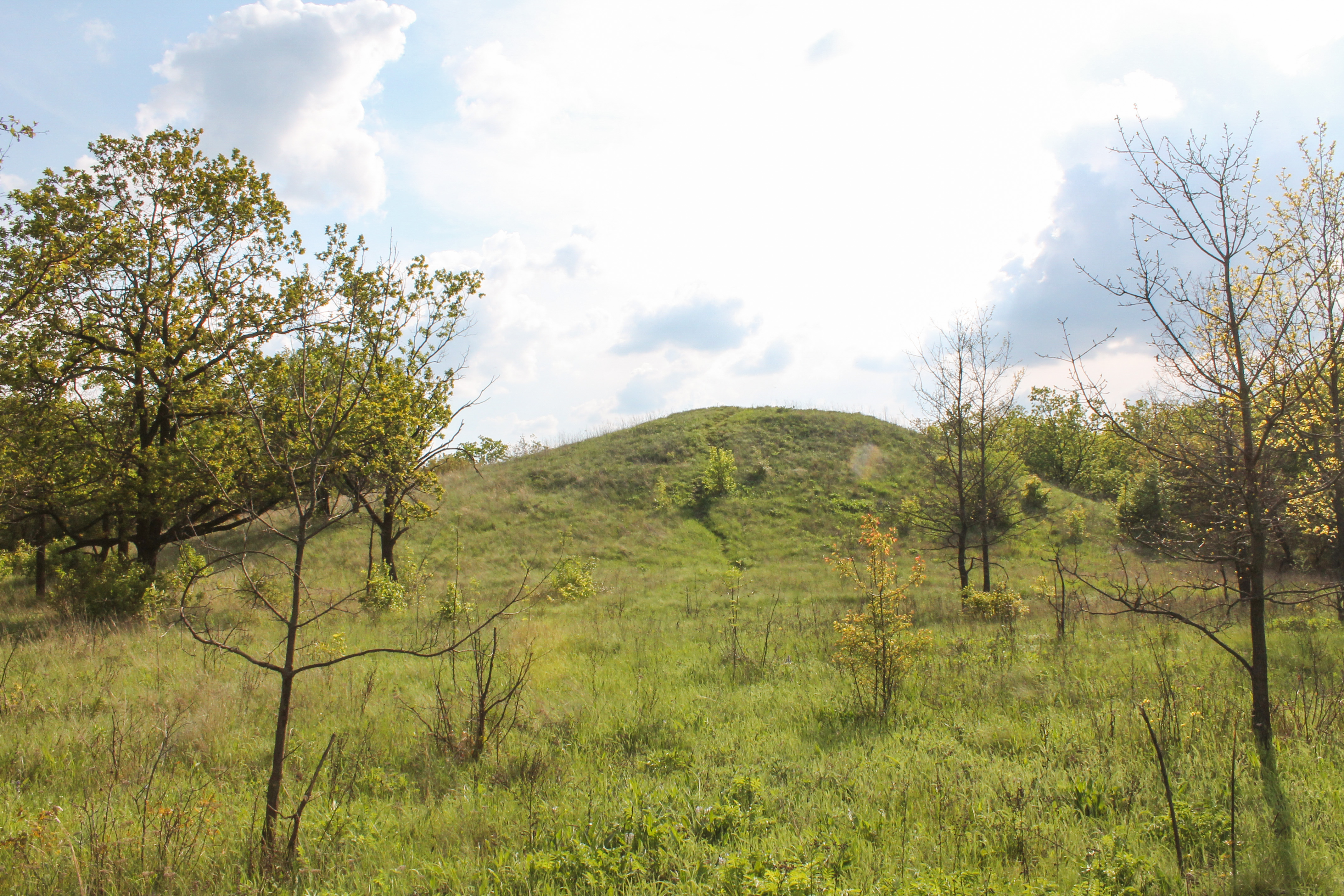
Курган Ляхова Могила

Первісні люди на території сучасного Криворіжжя з'явилися ще за кам'яної доби. Про це свідчать: гостроконечник, знайдений при розкопках у селі Радіонівка, сокири, виявлені в міжріччях Саксагані та Інгульця.
В одному з курганів, розкопаних на лівому березі річки Інгулець до жовтневого перевороту 1917 року, виявлено посудину з відмуленої глини з вушками, що належить до пам'яток трипільської культури.

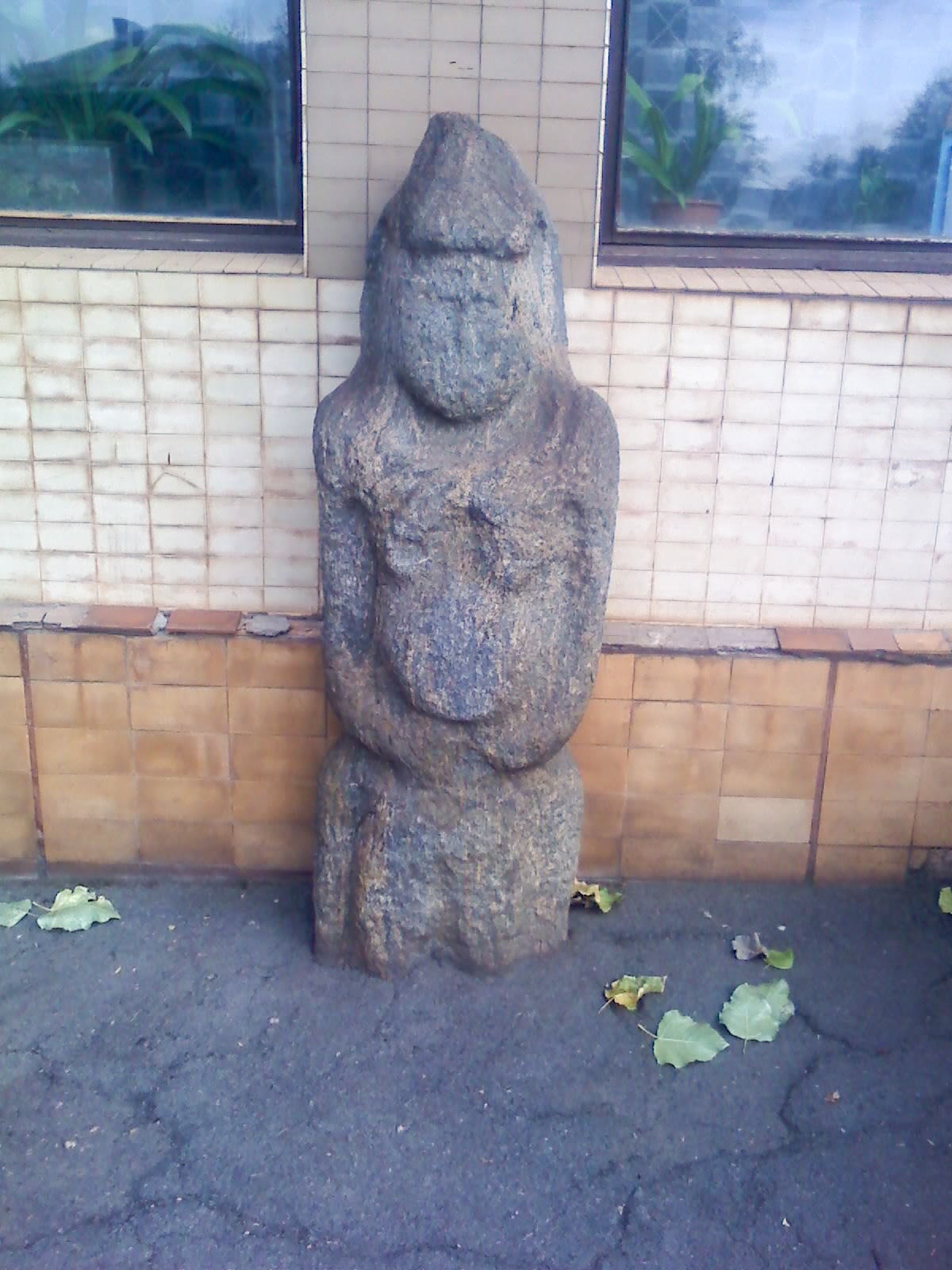
Кам'яна баба, знайдена на території Криворіжжя

Розвиненішими були племена так званої катакомбної культури, які з'явилися на території Криворіжжя в першій половині II тисячоліття до н. е. Вони займалися переважно скотарством. У XV—XII століттях до н. е. з'являються скотарсько-землеробські племена зрубної культури, важлива роль у господарській діяльності яких належить саме землеробству. Досягає розквіту в цей період і бронзово-ливарне ремесло. А на початку І тисячоліття до н. е. на території всього Придніпров'я з'являються вироби із заліза. Особливого поширення вони набули в Північному Причорномор'ї, де з'явилися у VII столітті до н. е. кочові скіфські племена.
У IX—VII століттях до н. е. на теренах сучасного Криворіжжя жили кімерійці.
У II столітті н. е. у степи Криворіжжя зі своїми стадами рушили сармати. Археологічні дослідження доводять наявність торговельних зв'язків між сарматами, які населяли в той час цю територію, і стародавніми греками, зокрема з островом Родос, розташованому в східній частині Середземномор'я. На території сучасного Криворіжжя знайдено також поселення скотарів та землеробів так званої черняхівської культури. Найвідомішими похованнями того періоду є поховання біля Христофорівки.
На початку н. е. Причорномор'я населяли землеробські племена — анти. Південні околиці східнослов'янських земель займали територію, яку займає нині Криворіжжя.
У IX—XII століттях на східнослов'янських землях існувала могутня держава — Київська Русь. У період феодальної роздробленості територія сучасного Криворіжжя, як і все Південне Причорномор'я, називалося Диким полем. У цей історичний період ця територія була майже не заселена.

### Козацька доба

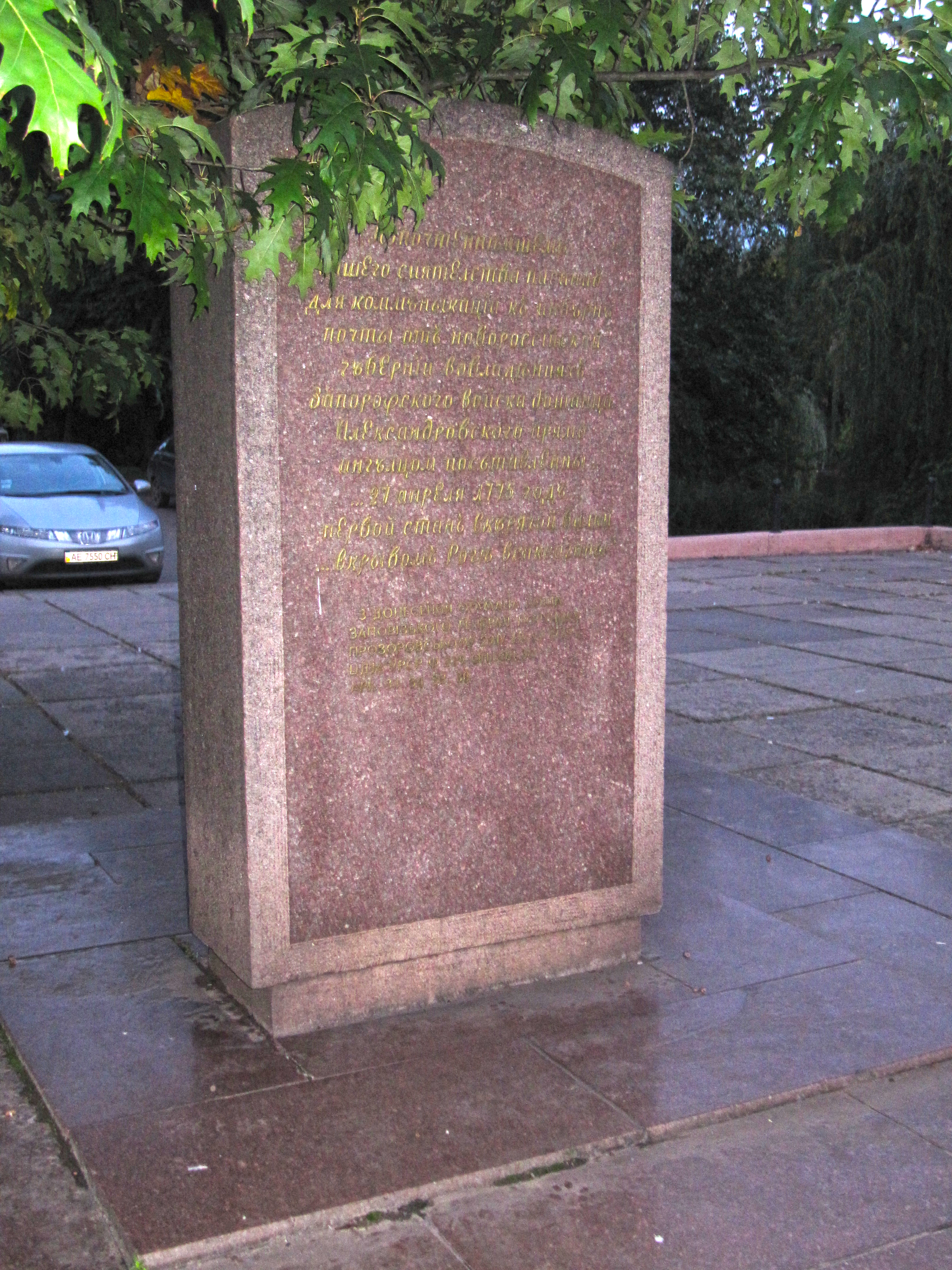
Пам'ятний знак на честь 200-річчя Кривого Рогу

Легендарний засновник міста «Козак Кривий Ріг» (2011)

У середині XVI століття була створена Запорізька Січ. З XVII століття починається заселення цих земель козаками. 1734 року створено Перевізьку паланку, у переліку приналежних їй сіл і зимівників згаданий і Кривий Ріг. 1771 року в Кривому Розі розташовується Ставка Коша Запорізької Січі. Залишки фортифікаційних споруд знаходилися при кургані Царева Могила (до нашого часу не збереглися).
1774 року академік Гюльденштедт відвідав район Кривого Рогу і зробив його перший науковий опис. Він згадує про розробки чорно-слюдистого сланцю в районі злиття річок Інгулець і Саксагань.
У 1774 році, після завершення російсько-турецької війни, російська влада відкрила новий поштовий тракт, що сполучив Кременчук із Кінбурном та Очаковом, де розташовувалися російські війська. Саме 8 травня (27 квітня за старим стилем) 1775 року в «Розписі заснованих поштових станцій по річці Інгулець від Кременчука до Херсона» з'являється перша офіційна письмова згадка про Кривий Ріг. Місце для майбутньої поштової станції затвердив останній кошовий отаман Запорозької Січі Петро Калнишевський. За його наказом службу на станції розпочали козацький писар Феодосій Кудлик і п'ятеро підзвітних йому козаків.
Після ліквідації Запорозької Січі царський уряд почав роздавати ці землі у власність військовим, козацькій старшині, поміщикам і колоністам. Наприкінці XVIII століття поміщиця Диконська переселила на виділені їй землі 30 селянських сімей із Пензенської губернії. Їхні поселення називали Диконкою і Катеринівкою, тепер це територія рудника імені Кірова. 1808 року виникло село Інгулець, а 1818 — село Олександрів Дар, засноване генералом Рахмановим, який на землі, отриманій у подарунок від Олександра І, поселив кріпаків із Чернігівщини.

### Російська імперія

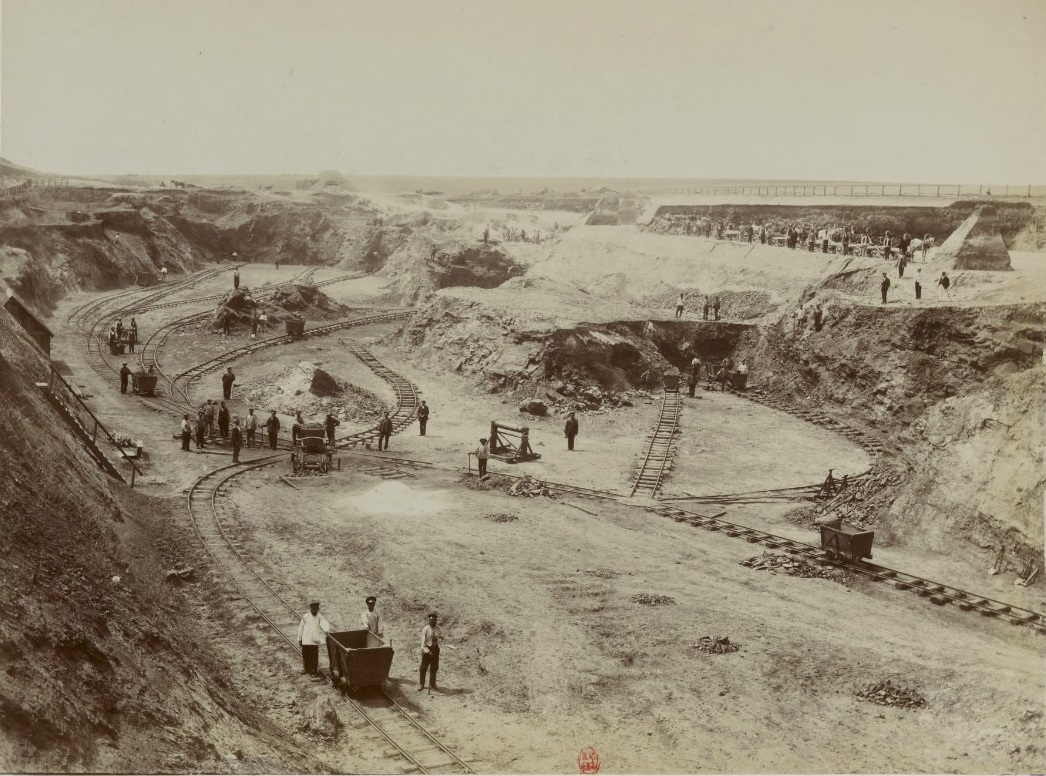
Вивезення руди з кар'єру (1899)

1817 року Кривий Ріг згадується у «Переліку (Списку) казенних селищ Херсонського й Олександрійського повітів, які у 1816—1817 роках були звернені у військові поселення».
У 1857 році військових поселень Кривий Ріг переведено до розряду державних сіл, був центром Криворізької волості Херсонського повіту Херсонської губернії. Станом на 1859 рік тут налічувалося 554 двори й 3644 жителі. У селі Інгульці було 1396 жителів, а в Олександровому Дарі (Рахманівці) — 1149. У той час існували й інші поселення, що згодом увійшли в межі міста — Гданцівка, Катеринівка (Довгинцеве), Вечірній Кут.
Наприкінці 1850-х років з'явилися перші поселення на правому березі Саксагані (в районі Кандибиної та Іванової балок). 1863-го закладено церкву Святого Миколая (зруйнована у 1931, досліджена у 2016).
У другій половині XIX століття почалося дослідження надр Криворіжжя, зокрема залізної руди. У ньому брали участь академіки В. Зуєв, В. Ізмайлов, професор Ліванов.

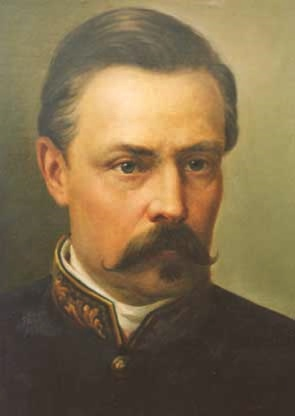
Олександр Поль

1865 року до Кривого Рогу прибув колишній професор Гірничого інституту М. П. Барбот-де-Марні, який протягом 1866–1867 років займався вивченням корисних копалин басейну. А 1866 року Олександр Поль, проводячи археологічні дослідження балки Дубова, виявив виходи покладів багатої залізної руди.
13 квітня 1874 року Імператорським Російським технічним товариством призначена комісія під головуванням О. О. Іосса задля «дослідження благонадійності родовища залізних руд й інших мінеральних багатств, відкритих в околицях села Кривий Ріг».
Після доведеної наявності на Криворіжжі величезних запасів залізної руди 1881 року був заснований перший на Криворіжжі Саксаганський рудник, що належав французькому (Паризькому) «Акціонерному товариству Криворізьких залізних руд». Розпочався важливий період у промисловому розвитку Криворіжжя[джерело?].
На розвиток Кривого Рогу вплинуло спорудження 1884 року Катерининської залізниці, яка сполучила місто з промисловими районами Придніпров'я і Донбасу.

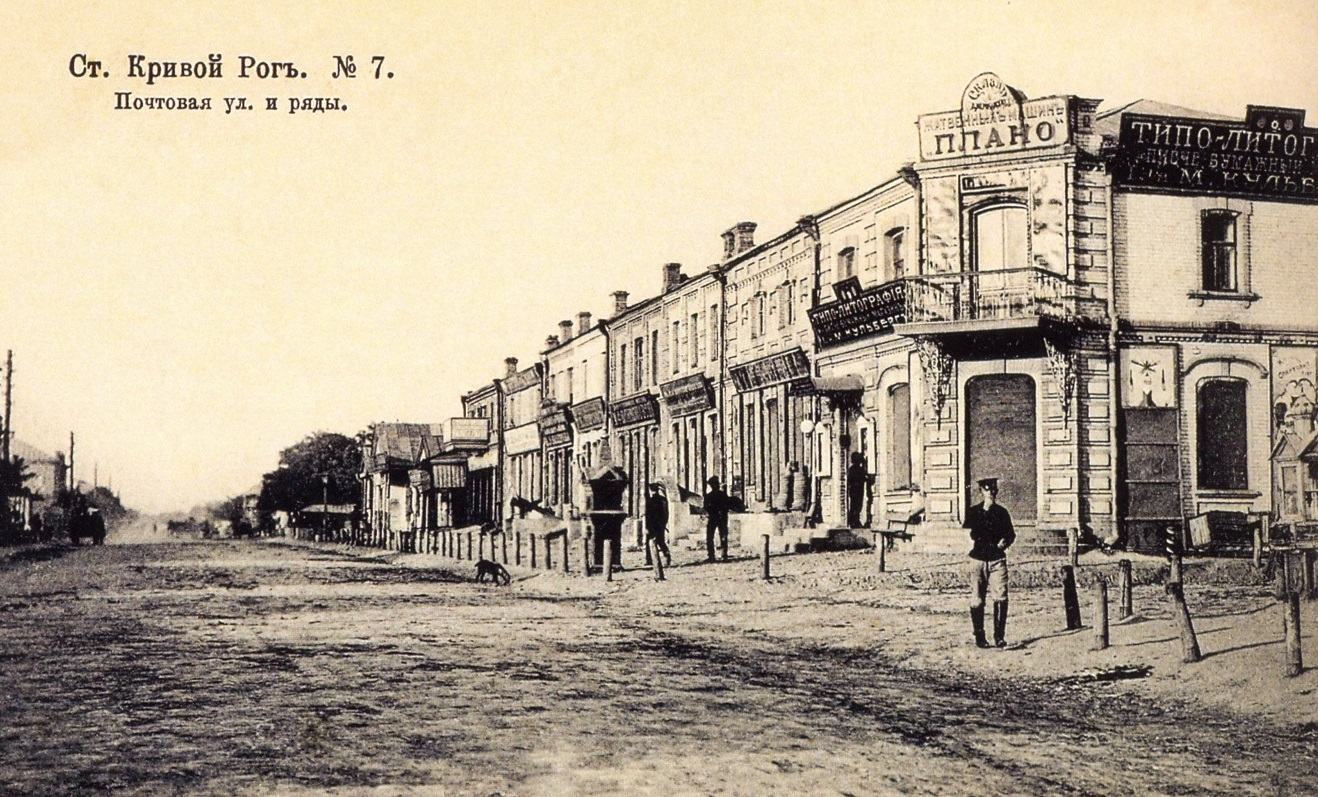
Поштова вулиця на початку XX століття

У середині 80-х років XIX століття до розробки криворізьких залізних руд долучаються металургійні товариства. 1885 року два рудники відкрило Новоросійське металургійне товариство, у 1886-му Південно-Російське Дніпровське товариство заснувало Галковський, Шмаковський і Ростковський рудники. Ще два рудники — Олександрівський та Брянський — протягом 1886—1888 років створені Брянським товариством. Виникають і дрібні рудники, засновані окремими підприємцями.
Впродовж 1890—1892 років на землях Гданцівського маєтку, який викупив Олександр Поль, «Товариство криворізьких залізних руд» збудувало чавуноливарний завод. 1901 року, для постачання заводу сировиною з Тарапаковського пласта Кривбасу була відкрита канатна дорога, демонтована після затоплення рудників.
1897 року Кривбас за видобутком руди посів перше місце, випередивши Урал, станом на 1900 рік у басейні діяло 79 рудників.
Розвиток промисловості супроводжувався зростанням чисельності населення. 1916 року в Кривому Розі проживало 26,7 тисячі жителів, а загалом на території сучасного міста близько 60 тисяч. На початку XX століття у місті почали будувати багатоповерхові житлові будинки. Деякі вулиці уклали бруківкою. Проте в місті не було водопроводу, каналізації. Працювало 32 лікарняних установи, 26 початкових шкіл, з'явилися перші кінематографи.

### Українська революція

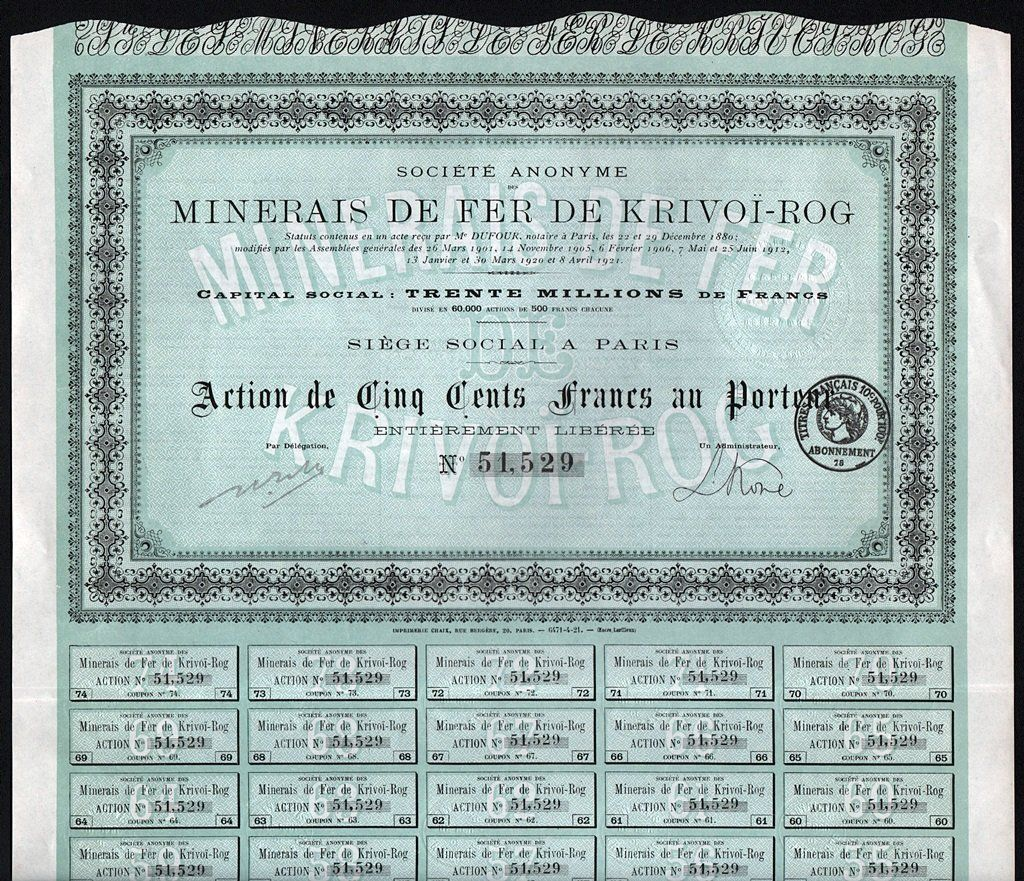
Цінні папери французького акціонерного товариства «Руди Кривого Рогу» (1920)

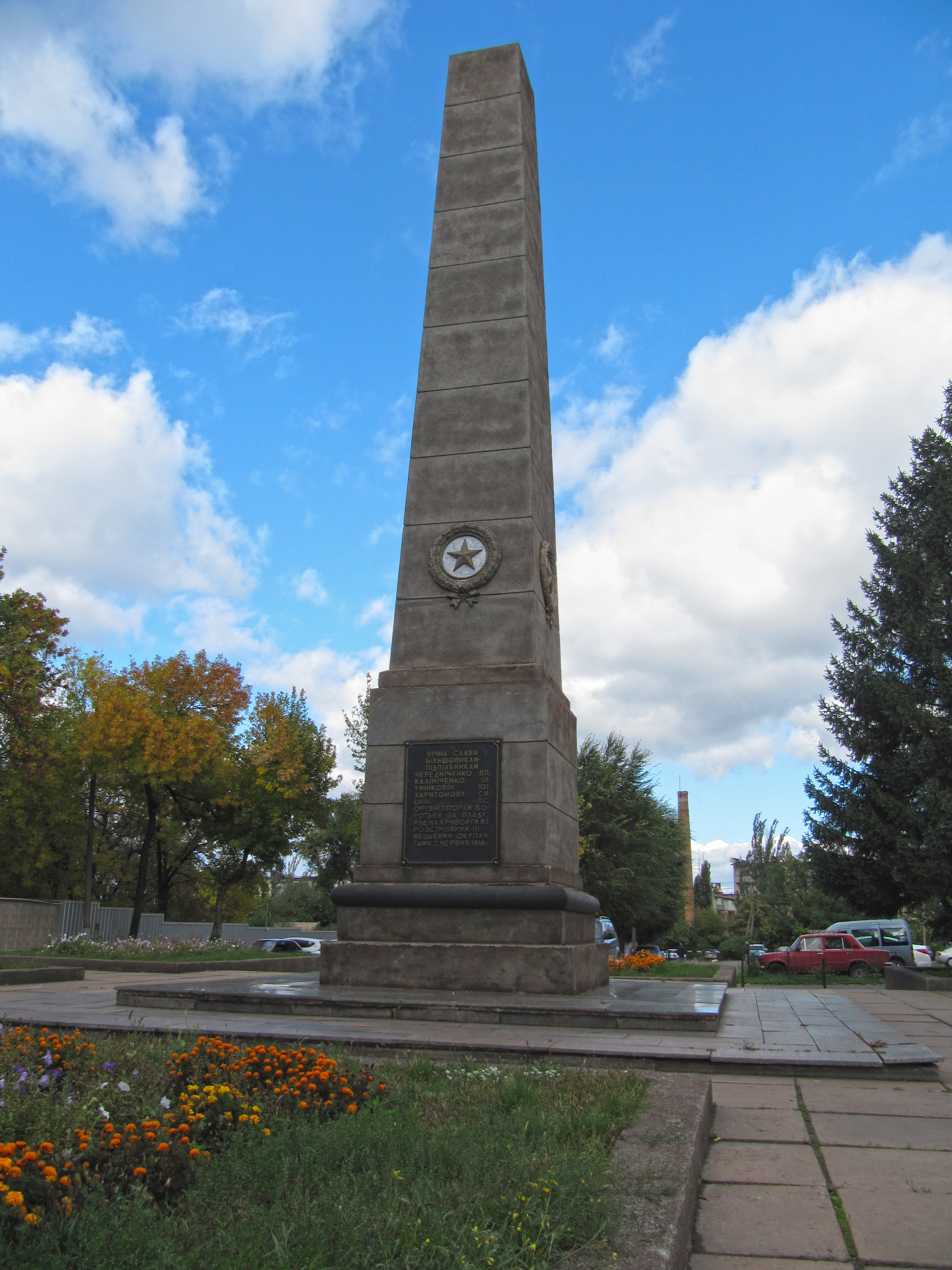
Братська могила революціонерів-підпільників

У січні 1918 року в Кривому Розі внаслідок збройного повстання, організованого місцевими більшовиками, розпустили місцеві органи Центральної Ради і встановили радянську владу. Копальні були націоналізовані. В лютому була створена маріонеткова Донецько-Криворізька Радянська Республіка, однак це утворення де-юре проіснувало недовго, а фактично так і не було створене.
У лютому 1918 року керівництво УНР уклало Берестейський мир із Німеччиною. Згідно з домовленостями, на допомогу в боротьбі з більшовизмом на територію Криворіжжя ввели частини союзних Німеччині австро-угорських військ. Армія увійшла в місто 27 лютого. 29 березня австро-угорці окупували північні околиці Кривого Рогу, а ще через два дні остаточно перебрали контроль над містом. Комендантом Кривого Рогу був призначений оберлейтенант Генріх Антон фон Гельтке.
Після короткого періоду влади Директорії з січня 1919 року в Кривому Розі знову діяли органи влади УРСР. 26 лютого утворено Криворізький повіт із 30 волостями, що увійшов до складу Катеринославської губернії. Кривий Ріг отримав статус міста.
9 серпня місто захопили війська Добровольчої армії під командуванням генерала Денікіна. Восени 1919 року та на початку 1920-го Кривий Ріг кілька разів переходив із рук у руки. 17 січня 1920 року Кривий Ріг остаточно зайняли війська Червоної Армії. В селі Лозуватка розміщувався штаб кавалерійської бригади Григорія Котовського.

### Радянський період

#### Ранній СРСР
Після закінчення воєнних подій та з входженням Криворіжжя до складу УРСР почалося відновлення роботи рудників та промислових підприємств міста.

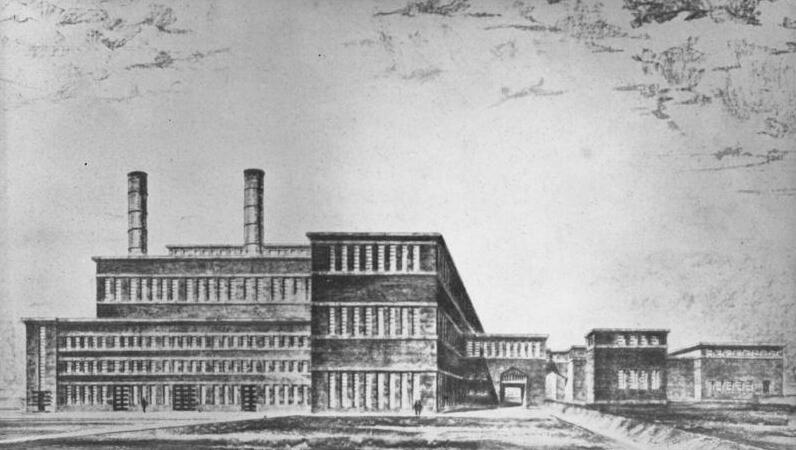
Фабрика AEG збудована 1930 року

Наприкінці 1920-х років серед керівників та геологів Південнорудного тресту набула поширення т. зв. теорія затухання Криворізького залізорудного басейну.. Вона полягала в тому, що регіон вичерпав усі свої можливості й немає потреби вкладати кошти в його подальший розвиток. Захоплення теорією «затухання» на деякий час припинило геологорозвідувальні роботи з вивчення Криворіжжя, призвело до значного зменшення фінансування на його розвиток.

Новозбудована домна «Комсомолка» (1934)

Постанова ЦК ВКП(б) від 15 квітня 1930 року засудила теорію «затухання», оскільки результати обстеження надр Криворіжжя показали, що обсяг запасів залізної руди становить 700—800 млн тонн. До прихильників теорії затухання радянською владою застосовано репресії. Водночас цією постановою вжито низку заходів для сприяння розвитку Криворіжжя як індустріального центру.
Одним із заходів було рішення про початок будівництва за межами тогочасного міста, у степу біля станції Червоне, Криворізького металургійного заводу, майбутньої Криворіжсталі. На будівництві заводу працювало 17 тисяч робітників. У серпні 1934 року введено в експлуатацію першу доменну піч заводу, яку назвали «Комсомолка». Згодом на заводі спорудили ще дві домни, ввели в дію бесемерівський конвертор, блюмінг.
Під час організованого радянською владою Голодомору 1932—1933 років померло щонайменше 275 жителів міста.
1936 року закінчено будівництво Криворізького коксохімічного заводу.
З 1934 року в місті функціонує трамвайна лінія. 1936 року утворено три внутрішньоміські райони — Центрально-Міський, Дзержинський і Жовтневий. Сільські ради, які підпорядковувалися Криворізькій міськраді, виділені в окремий сільський район.
Відкриті перші вищі навчальні заклади: 1929 року — Криворізький гірничо-рудний інститут, а 1930-го — педагогічний інститут.
1939 року чисельність населення досягла 197 621 особи, а 1941-го — 212 878 осіб. У 1940 році в місті нараховувалося 43,4 тис. робітників-металургів, коксохіміків, робітників машинобудівної й місцевої промисловостей, 10 тис. залізничників. У місті було 947 крамниць, 48 їдалень, 23 лікарні, 56 шкіл і 15 ремісничих училищ та шкіл ФЗН, діяли драмтеатр, кінотеатр, 2 палаци культури й 17 клубів.
1939 року створено залізорудні трести «Дзержинськруда», «Жовтеньруда», «Ленінруда», геологорозвідувальний трест «Кривбасгеологія», розпочав роботу бесемерівський цех, який за своїми масштабами та технічним обладнанням став найбільшим у Європі. У 1940 році в місті діяло 160 промислових підприємств.

#### Друга світова війна

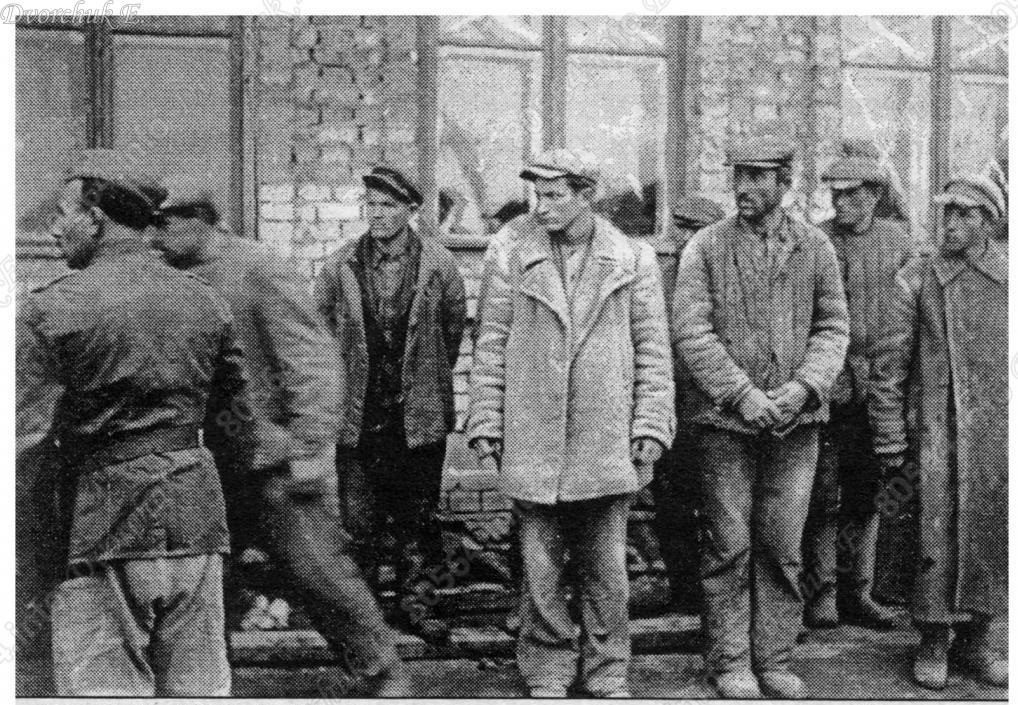
Солдати арештовують людей (1942)

За часів Другої світової війни місто окупували німецькі війська (з 14 серпня 1941 по 22 лютого 1944 роки).
Перед окупацією майже все промислове обладнання із заводів та шахт міста евакуювали до Нижнього Тагілу. Ще в липні 1941 року демонтували прокатне обладнання на «Криворіжсталі». 8 серпня 1941 року, вночі, нарком чорної металургії Іван Тевосян наказав зупинити завод. 13 серпня надійшов наказ: усі промислові об'єкти та обладнання, що не встигли евакуювати, — підірвати. Вивели з ладу три домни «Криворіжсталі», замінували та підірвали більшість шахт Кривбасу.
14 вересня 1941 року до міста увійшли війська Вермахту, які одразу розпочали розбудовувати органи місцевої влади — управу, жандармерію, поліцію. Почав діяти шталаг 338.
1 жовтня побачив світ часопис «Дзвін» — орган Криворізької міської управи (згодом «Округовий Криворізький часопис»). У жовтні в місті почався Голокост (відомий як «Чорногорська трагедія»), внаслідок якого загинуло майже 7000 осіб.
Для роботи в тилу Криворізький міськком КП(б)У залишив підпільний міський комітет у складі Н. Л. Омельченка, А. Е. Губенка, В. С. Сингирцова, С. Г. Помельникова. Усього за період окупації утворили 13 (за іншими джерелами 14) підпільних радянських груп.
Під час Другої світової війни деякі викладачі та студенти Криворізького педагогічного інституту брали участь у партизанських загонах та підпільних групах. Це, зокрема, такі особи: Щербина Іван Іларіонович, Швець Іван Никифорович, Мошенський Микола Савич, Решотка Харлампій Савич та Петренко Григорій Григорович.
Український національно-визвольний рух у Кривому Розі організувала похідна група ОУН під проводом Петра Рішка (Ріжка), яка прибула до міста 14 серпня 1941 року. До її складу входили Ярослав Потічний, Мирослав Мричко, Дмитро (за іншими джерелами Олександр) Горбачів, Іван Саляк, Іван Тарнавський, Ганна Максимець та інші.
У місті допомогу оунівцям надавали кілька українських перекладачів при німецькій армії, зокрема Теодор Найдич, який налагодив близькі контакти з місцевим українським підпіллям та проводив самостійницьку пропаганду. Восени 1941 року він був заарештований співробітниками гестапо та на початку 1942 року замордований у криворізькій в'язниці під час допитів. Багато інших перекладачів, серед яких Роман Спольський, Олександр Масляник та Віктор Яворський, за зв'язки з українським підпіллям потрапили до німецьких концтаборів.
Проте головною рушійною силою національно-визвольної боротьби в Кривому Розі була група місцевих українців під проводом гірничого інженера Сергія Шерстюка. За часів німецької окупації Шерстюк обіймав посаду голови міської управи. Він запровадив використання української мови в офіційному діловодстві, оформлення вулиць українськими вивісками, офіційне вживання національного гімну «Ще не вмерла Україна».

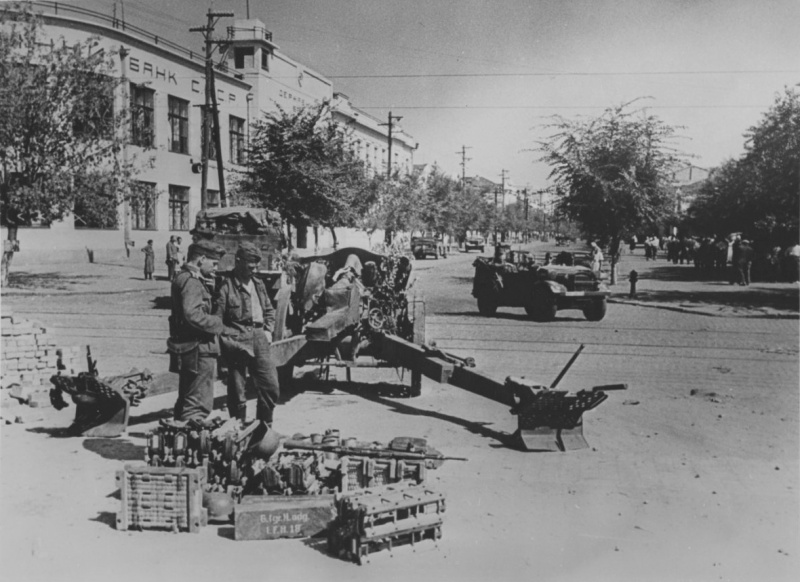
Німецькі війська на перехресті вулиць Поштової та Свято-Миколаївської

За ініціативи міської управи в Кривому Розі виходила друком газета «Дзвін» (головний редактор Михайло Пронченко). 1 жовтня 1941 року з прем'єри «Тарас Бульба» розпочав роботу Театр ім. Котляревського. За рік поставили 12 вистав, на яких побувало 70 000 глядачів. У місті почали діяти капела бандуристів, музична школа, кінотеатр, спортивне товариство. Також на теренах Криворіжжя відновила свою роботу «Просвіта», яку очолював Юрій Семенко. Зусиллями шкільного відділу міської управи поновили навчання в середніх школах та педінституті. В селі Грушівці запрацювала сільськогосподарська школа, а у Веселих Тернах — Криворізька агрономічна школа.
У відносинах із німецькою адміністрацією Шерстюк рішуче відстоював українські інтереси. Така самостійна проукраїнська політика була небезпечна як для німецької окупаційної влади, так і для радянського підпілля. У грудні 1941 року за доносом агента НКВС на прізвище Пастернак Шерстюка заарештувало Гестапо. На початку січня 1942 року заарештували також цілу низку його соратників. 11 лютого 1942 року Голова міської управи Сергій Шерстюк, головний редактор газети «Дзвін» Михайло Пронченко, активні діячі українського визвольного руху Ганна Максимець, Іван Потапенко та ще близько 150 чоловік були розстріляні біля шахти Валявка. Згодом німецька влада закрила більшість українських шкіл у місті, змінила керівництво театру та розпустила «Просвіту».
Після репресій український національний рух на Криворіжжі переходить до підпілля. На його чолі стає Михайло Васильович Кривошапка. У грудні 1942 року його група здійснює страту провокатора Пастернака, а сам Кривошапка під іменем Василя Михайловича Козика, щоб уникнути арешту, пробився до Дніпра, де продовжив свою діяльність під керівництвом Юрка Леміша.
В ході наступу Червоної армії, що тривав з 30 січня по 29 лютого 1944, три танкові, одна моторизована і 8 піхотних дивізій Вермахту (6-та армія) були розгромлені. Війська втратили понад 40 000 осіб. У полон захоплено 4600 чоловік. Майже все важке озброєння та автотранспорт були кинуті при відступі або розбиті ударами радянських військ.
Під час визволення міста формуваннями 3-го Українського фронту, спеціальним зведеним загоном 37-ї армії під командуванням підполковника Аркадія Шурупова, частина міста була врятована від затоплення. Радянські війська, що визволяли місто — 37-ма армія, 46-та армія і 17-та повітряна армія. Військам, які брали участь у визволенні Кривого Рогу, наказом Ставки ВГК від 22 лютого 1944 оголошено подяку та в Москві дано салют 20-ма артилерійськими залпами з 224 гармат. Наказом Ставки в ознаменування здобутої перемоги з'єднання і частини, що відзначилися в боях за визволення міста, 22 військових формування отримали найменування «Криворізьких».

#### Повоєнна доба

Проспект Металургів на початку 1970-х років

Основою промислового розвитку міста був видобуток залізної руди та металургія. По війні у Кривому Розі видобували шахтним способом тільки багаті руди, із вмістом заліза від 49 до 71 %. Новий поштовх розвитку міста дало будівництво гірничо-збагачувальних комбінатів. Перший з них Південний ГЗК увели в дію 1955 року.
1961 року збудували першу чергу Центрального гірничо-збагачувального комбінату, створили трест «Криворіжстальконструкція», 1962 року здійснено пуск ДП-7, оснащеної електронно-обчислювальною технікою, промисловим телебаченням, 1964-го відбувся пуск першої черги Північного ГЗК. 1965 року в місті діяло 573 підприємства. Впродовж 1960—1985 років промисловий потенціал міста продовжував зростати. 1967 року на Центральному гірничо-збагачувальному комбінаті освоїли випуск нової металургійної сировини — обкотишів. 1968 року відбулося введення в експлуатацію взуттєвої фабрики № 3, 1969 року відкрито вагоноремонтне депо, 1970 року — запуск унікального комплексу шахти «Артем-2». Із запуском ДП-8 доменний цех КМЗ став найбільшим у Європі, 1974 року — відбувся пуск найбільшої у світі ДП-9. 1975 року створено завод «Ремгормаш», 1976 року — пуск вовнопрядильної фабрики. Інші заводи виробляли прохідницькі комбайни, збагачувальне й енергетичне обладнання, розвивалися легка і харчова промисловість. У ці роки місто стало багатофункціональним. Наприкінці 1960-х років чисельність населення міста перевищила 500 тис. осіб.
1975 року громадськість відзначила 200-річчя міста Кривого Рогу і 100-річчя початку розробки залізних руд Криворізького басейну. Указом Президії Верховної Ради СРСР «за великі успіхи, досягнуті трудящими міста в господарському і культурному будівництві, і в зв'язку з 200-річчям з дня заснування» місто Кривий Ріг нагородили орденом Трудового Червоного Прапора. Трохи раніше 1971 року «за успіхи у виконанні завдань п'ятирічного плану по розвитку гірничорудної і металургійної промисловості» Кривий Ріг був нагороджений орденом Леніна.
16—18 червня 1963 року в місті відбулися масові заворушення, у яких, за різними оцінками, брало участь від 1000 до 6000 осіб. Події отримали назву «Бунт на Соцмісті». Приводом для заворушень стало надання опору співробітникам міліції з боку вояка. У підсумку — четверо вбитих, 15 поранених, приблизно 3000 постали перед судом, 1500 з них отримали тюремні терміни, решта — адміністративний арешт на 15 діб.
Криворіжці найчастіше послуговуються своїм сленгом. Наприклад, слово «ру́дник» означає селище гірників, дуже часто соціально неблагополучне, хаотично забудоване маленькими самобудами 1950-х років, а подекуди й 1920 — 1930-х років. У деяких закутах міста збереглися цілі квартали таких «шанхаїв». З середини 1980-х років і до 1995 року в місті розгортався молодіжний кримінальний рух — так звані «бігуни».
Будівництво Криворізького швидкісного трамвая розпочалося у 1974 році, проте відкриття першої черги зі станціями «Майдан Праці», «Жовтнева» (нині — «Сонячна»), «Майдан Артема» (нині — «Вечірній бульвар») і тимчасовою «Дзержинською» (нині — «Мудрьона») відбулося лише 26 грудня 1986 року. Усі станції, за винятком «Майдану Праці» і тимчасової станції «Дзержинська», були побудовані за стандартами метрополітену. 1985 року криворізький аеропорт став міжнародним. До кінця 1990-х років, із будівництвом мікрорайонів «Всебратське», завершилося формування міського ансамблю.

### У Незалежній Україні
За період від проголошення незалежності посаду міського голови в місті обіймали три людини: Юрій Любоненко, Юрій Вілкул та Костянтин Павлов.

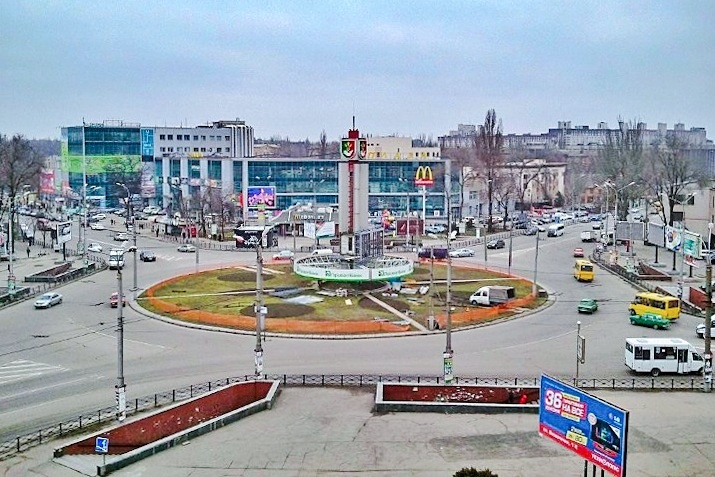
Сучасний центр міста, площа 95 квартал на 95 кварталі

Сучасний центр міста, Цирк на Соцмісті

4 березня 1992 року Криворізька міська рада народних депутатів обрала головою Юрія Любоненко, а 1994 року він же переміг на виборах мера. 2010 року наступним градоначальником Кривого Рогу став Юрій Вілкул, батько колишнього віцепрем'єр-міністра та член Партії регіонів. Під час місцевих виборів 2015 його переобрали, попри численні протести громадськості та звинувачення у фальсифікаціях від партії «Самопоміч». 6 грудня 2020 року у другому турі виборів мером Кривого Рогу був обраний Костянтин Павлов.
У 2014 році, на тлі загальноукраїнської політичної ситуації, у Кривому Розі відбувались громадські акції: мітинги, автопробіги тощо. Частина жителів виступила на підтримку Євромайдану, частина виступила проти.
Кривий Ріг продовжує залишатись одним із найважливіших промислових центрів України. 2005 року Криворіжсталь приватизує найбільша металургійна компанія ArcelorMittal, місто стає одним із центрів компаній Євраз і Метінвест.
У місті встановлюються нові пам'ятники, були затверджені офіційні символи — герб, прапор і гімн. У 2010-х роках проведели ряд реконструкцій. Реконструюють лікарні, метротрам і залізничну станцію «Рокувата», театр, 44 квартал, проспекти Південний та Поштовий.
19 травня 2016 року Дніпропетровською ОДА офіційно були ухвалені нові назви топонімів для Кривого Рогу, відповідно до Закону України № 317-VIII «Про засудження комуністичного і націонал-соціалістичного (нацистського) тоталітарних режимів в Україні і заборона пропаганди їх символіки». Всього перейменовано 252 топоніми.
З 1 липня 2022 року в Кривому Розі розпочалася процедура перейменування 193 топонімів, пов'язаних з країнами-агресорами — Росією та Білоруссю.

#### Російсько-українська війна
З початком повномасштабного російського вторгнення в Україну Кривий Ріг та район почав зазнає регулярних обстрілів з боку російських загарбників. 7 квітня у Кривому Розі російська ракета влучила у житловий сектор. Одна людина постраждала. 18 квітня Криворізький район вчергове опиняється під обстрілом. 25 серпня 2022 року о 2-й годині ночі Металургійний район Кривого Рогу обстріляли касетними боєприпасами з російської РСЗВ Торнадо-С. Заявлено, що обійшлося без жертв. Пошкоджено транспортні засоби, житловий будинок та адміністративні будівлі. 8 вересня російські війська намагалися завдати ракетного удару по місту, проте ракету знищено в небі силами ППО. 14 вересня окупанти випустили 8 ракет по місту, 1 з яких збито. Значно уражено гідротехнічні споруди міста. Президент Володимир Зеленський дав ситуації оцінку, як спробі затопити місто.
13 червня 2023 року, внаслідок ракетної атаки на місто Кривий Ріг, загинуло 11 людей, 34 поранено. 12 осіб перебувають у лікарнях. 14 червня 2023 року у місті оголошено День жалоби.
22 червня 2023 року росіяни обстріляли Кривий Ріг.
Внаслідок бойових дій у регіонах, які опинилися на лінії фронту, до Кривого Рогу переїхало близько 50 000 вимушених переселенців. До евакуйованого в місто ще 2014 року Донецького національного університету економіки і торгівлі імені М. Туган-Барановського додалися інші релоковані заклади: Донецький державний університет внутрішніх справ, Навчально-науковий інститут бізнесу та гостинності з Маріуполя, Краматорський коледж ДонНУЕТ та  Маріупольський коледж ДонНУЕТ.
4 липня 2025 року Повітряне командування «Схід» повідомило, що близько 11:25 у повітряному просторі тимчасово окупованої території Запорізької області було зафіксовано повітряну ціль, випущену з літака тактичної авіації Су-34 російських окупантів. Ціль пролетіла понад 100 км та влучила в районі міста Кривий Ріг об 11:38. Вважається, що вперше за час повномасштабного російського вторгнення в Україну окупанти вдарили КАБом по Кривому Рогу. На інфраструктурному об'єкті виникла пожежа

## Адміністрація

### Адміністративний поділ
До складу Кривого Рогу входять 7 районів: Довгинцівський, Інгулецький, Металургійний, Покровський, Саксаганський, Тернівський та Центрально-Міський. У підпорядкуванні Криворізької міської ради також перебувають селища Авангард, Гірницьке, Коломійцеве, Степне, а також село Новоіванівка та Тернуватий Кут.
1939 року була утворена Петриківська сільрада (с. Ново-Петриково, Петриково, с-ща Калініна, Гомельське, Ново-Українка і радгосп «Красный Забойщик»); ліквідована Весело-Тернівська сільська рада (Весело-Тернівка) міськради Кривий Ріг.
31 серпня 1953 р. с. Іванівка, Ново-Григорівка і Новий Кривий Ріг Новокриворізької сільради Криворізького району включені в смугу м. Кривий Ріг.
1997 року були ліквідовані Залізнична, Мирівська, Рахманівська селищні ради, включені в смугу міськради м. Кривий Ріг (і зняті з обліку) населені пункти: смт Залізничне, Калініне, Суворове, Рахманівка і Мирівське, с. Незалежне, с-ща Рудничне та Травневе.

2002 року включено в межі міста Кривий Ріг м. Інгулець та смт Зелене.

2009 р. знято з обліку, включено в смугу м. Кривий Ріг с-ще Степне.

### Устрій

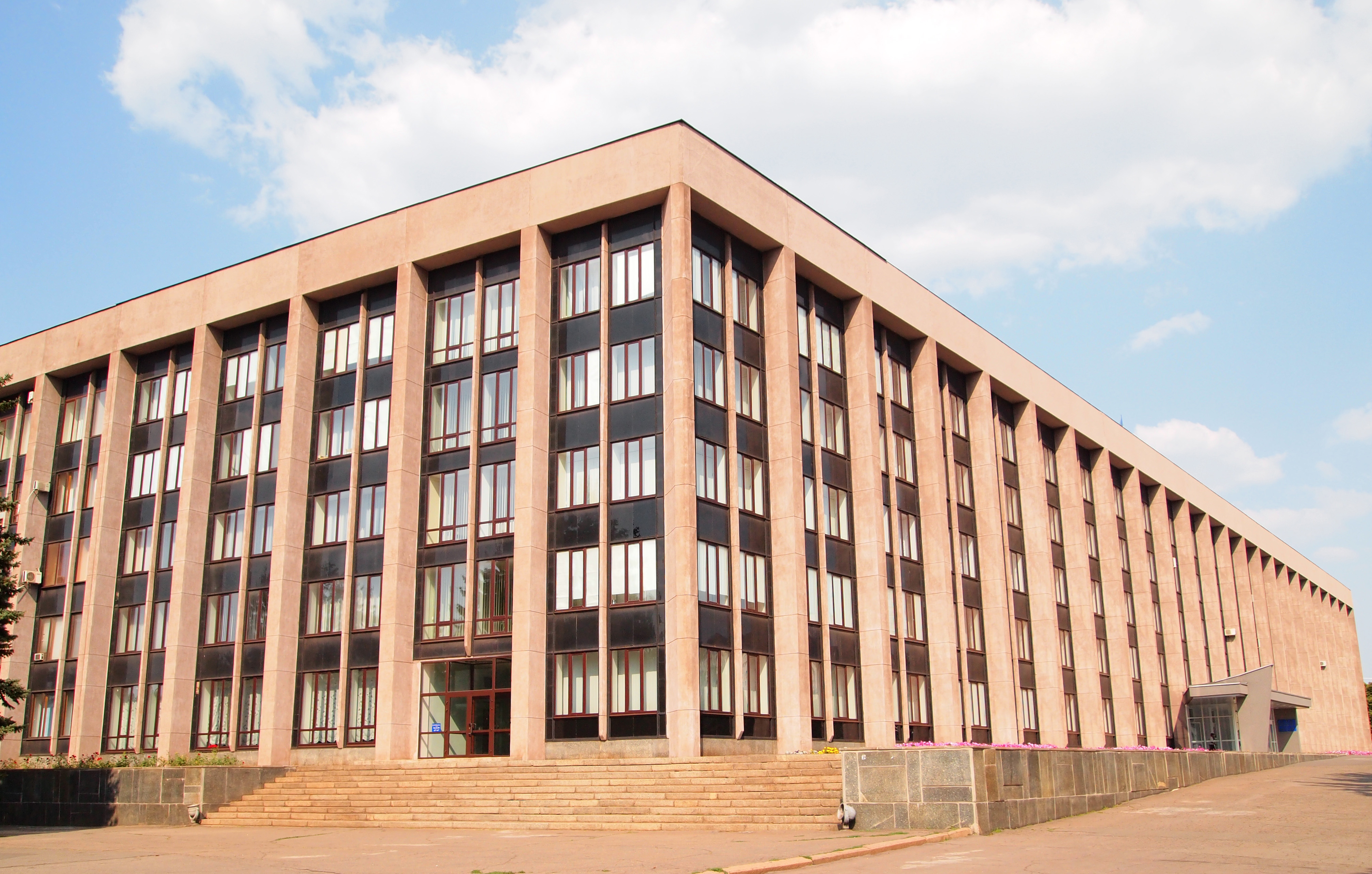
Криворізька міська рада

До складу Криворізької міської ради входять 64 депутати, яких обирає громада міста строком на 5 років. З 2015 року в міській раді представлені 5 політичних сил: Опозиційний блок (29 мандатів), Самопоміч (7 мандатів), УКРОП (7 мандатів), Блок Петра Порошенка «Солідарність» (6 мандатів), Батьківщина (6 мандатів), Радикальна Партія Олега Ляшка (5 мандатів) та Сила Людей (4 мандати). Через співпрацю з представниками Опозиційного блоку «Батьківщина» розпустила фракцію у Криворізькій міськраді, а лідер Радикальної партії Олег Ляшко заявив, що розпустить міську організацію політсили.
Виконавчу владу очолює міський голова та Виконавчий комітет, який складається з 12 членів. Йому підпорядковані 33 департаменти та управління, кожне з яких відповідає за певну сферу міського життя: містобудування, економічну або фінансову політику, житлове господарство та інфраструктуру. В кожному адміністративному районі органом виконавчої влади є районна адміністрація.
18 листопада 2015 року відбулося пленарне засідання І сесії Криворізької міської ради VII скликання, на якому Юрій Вілкул, кандидат від Опозиційного блоку був обраний мером. Це рішення оскаржив представник партії Самопоміч Юрій Милобог, депутати УКРОПу та Сили людей.
Єдиного загальноміського органу судової влади немає, натомість існує 4 окружних суди міста Кривого Рогу, юрисдикції яких розповсюджуються на визначені адміністративні райони міста та Дніпропетровської області. Місто підпорядковане Криворізькому відділу головного управління поліції України в Дніпропетровській області. У Кривому Розі діють установа виконання покарань № 3 та виправна колонія № 80.
У місті розташовані 17-та окрема танкова бригада, з криворіжців сформовані Рота поліції «Кривбас» та 40-й окремий мотопіхотний батальйон «Кривбас». Останній брав участь у боях за Дебальцеве та боях за Іловайськ, а у квітні 2015 року був розформований.

## Населення

### Чисельність
За даними Всеукраїнського перепису населення 2001 року наявне населення в місті налічувало 712,5 тис. осіб (1989 року — 769,1 тис. осіб). З них міського населення — 709,0 тис. осіб (99,5 %), сільського — 3,5 тис. осіб (0,5 %). У порівнянні з 1989 роком частка міського населення зросла (99,2 %).
Статевий розподіл такий: чоловіків — 326,7 тис. осіб, жінок — 385,8 тис. осіб, що становить відповідно 45,8 % та 54,2 %. 1989 року співвідношення становило 46,5 % проти 53,5 %.
Зменшення кількості населення пояснюється як природними, так і міграційними чинниками. Протягом останніх років смертність була вищою, ніж народжуваність. Сальдо міграції, яка включає як внутрішню, так і міжнародну міграцію, було додатним до 2006 року, але потім стало від'ємним. 30 % криворіжців молодші за 25 років.
Згідно з прогнозом, середня очікувана тривалість життя жінок у Кривому Розі зростає: з 72,6 року у 2010 до 73,6 року у 2030, а чоловіків — з 61,9 до 65,9 року. Попри більшу очікувану тривалість життя, вищий коефіцієнт народжуваності та покращення сальдо міграції, кількість населення зменшуватиметься й надалі старішатиме. Його чисельність стане меншою на 13 % — до 576 971 особи у 2030.
Містяни підтримують здебільшого ліві та центристські політичні сили. На виборах у 2012 році (виборчі округи № 31, № 32, № 33) підтримку здобули Партія регіонів (36,1 %), Об'єднана опозиція (18,6 %), УДАР (14,1 %), Комуністична партія України (19,2 %) та ВО Свобода (5,4 %). На парламентських виборах у 2014 році здобули перемогу кандидати-самовисуванці та представник «Блоку Петра Порошенка». На президентських виборах у 2010 році у другому турі 28 % громадян, які прийшли на дільниці, проголосували за Юлію Тимошенко, 63 % — за Віктора Януковича. На президентських виборах у 2014 році 46.5 % голосів здобув Петро Порошенко, 19 % — Юлія Тимошенко, 17 % — Олег Ляшко, 18 % — Сергій Тігіпко.

### Мовно-національний склад населення

#### Загальна характеристика
Національний склад населення Кривого Рогу за даними перепису 2001 року
:
| Національність  | Відсоток |
| --------------- | -------- |
| українці        | 79.09%   |
| росіяни         | 17.71%   |
| білоруси        | 0.92%    |
| євреї           | 0.26%    |
| вірмени         | 0.22%    |
| цигани          | 0.17%    |
| молдовани       | 0.13%    |
| татари          | 0.11%    |
| інші/не вказали | 1.39%    |

### Мова
Мовний склад населення Кривого Рогу за даними перепису 2001 року: 
| Мова            | Кількість | Відсоток |
| --------------- | --------- | -------- |
| українська      | 472436    | 70.85%   |
| російська       | 184126    | 27.61%   |
| білоруська      | 1537      | 0.23%    |
| циганська       | 827       | 0.12%    |
| вірменська      | 811       | 0.12%    |
| болгарська      | 114       | 0.02%    |
| єврейська       | 72        | 0.01%    |
| польська        | 60        | 0.01%    |
| інші/не вказали | 6829      | 1.03%    |
| Усього          | 666812    | 100%     |

#### Єврейська громада
Поділи Речі Посполитої XVIII століття призвели до еміграції в Росію бідного єврейського населення. Криворізький регіон у складі Херсонської, а потім Катеринославської губернії входив до межі осілості, тим не менш, особливості його адміністративно-територіального розташування, прагнення влади Російської імперії до ефективного освоєння рудоносних земель давали можливість євреям користуватися певними привілеями. З часом це допомогло євреям зайняти провідні позиції в економіці краю. Тому на Криворіжжі євреї домоглися реальної рівності з представниками інших націй. Тут була рідкісна не тільки для тих років обстановка терпимості, толерантності, взаємоповаги й співпраці людей різних національностей і віросповідань. Разом з українською розвивалася і розквітала і єврейська культура, впливаючи й збагачуючи культури інших народів і сприймаючи їх вплив. За часи радянського панування усе це втратили, але за роки незалежності України в Кривому Розі єврейське життя не тільки відродилося, але й успішно розвивається. У місті побудована синагога «Бейс Штерн Шульман, активно діють громада і благодійні фонди, загальноосвітня школа «Ор-Авнер» та дитячий садок «Бейт Корбан Ганей Алон», випускається міська єврейська газета, а в телеефір регулярно виходить передача «Шофар».

### Переселеня під часРосійсько-української війни
Під час війни, місто почало приймати вимушених переселенців, у 2014 році — Донецької та Луганської областей, їх кількість сягнула 7000.
2022 року до Кривого Рогу почали прибувати вимушені переселенці з більшої кількості регіонів унаслідок розширення зони бойових дій. 
У Кривому Розі з початку повномасштабної війни (лютий 2022 р.) офіційно зареєстровані 76 909 внутрішньо переміщених осіб. На сьогодні багато внутрішніх переселенців проживають у шелтерах.
До Кривого Рогу приїхали переселенці з 15 регіонів України. З них 45% — прилегла Херсонська область, Донецька та Луганська – 29%.
Серед прибулих майже 20 тисяч дітей та біля 15 тисяч осіб непрацездатного віку, в тому числі, понад 2 тисячі людей з інвалідністю.
Ще понад 120 тисяч чоловік проїхали транзитом через місто.

## Культура

### Театри, музика та кіно
Давні театральні традиції вже існували в Кривому Розі від початку XX сторіччя. 1909 року на Криворіжжі працював театр «Колізей». 1911-го відкрито «Новий Театр» Визенберга і Грушевського по вул. Миколаївської (кут вул. Свято-Миколаївської і Церковної). Також у ті часи працювали Літній театр Суспільних зборів, «Чари» — театр-ілюзіон, та «Гігант» Глазера і Полонського. 1919-го року вперше за весь час існування театральної секції в Першому Радянському Театрі демонструвався історичний фільм «Каменярі» (2 серії). Через 11 років збудовано міський кінотеатр ім. Леніна. 28 серпня 1930 року був створений Державний міжнародний театр соціалістичного сектора, що обслуговував Кременчуцьку та Криворізьку округи з постійним перебуванням у місті Кременчук. На початку 1931 року театр переведений в Кривий Ріг, де він отримує назву — «Кривбас». Урочисте відкриття театру відбулося 5 листопада 1931 року прем'єрою спектаклю «Справа честі» за п'єсою Івана Микитенка. 1949 року Криворізький театр отримав ім'я Тараса Шевченка.
Ляльковий театр у Кривому Розі створено в червні 1977 року. Також працюють театр музично-пластичних мистецтв «Академія руху», театр-студія «Революційна, 13» (більш відома у місті як «САМ»), студія «Баобаб» та Криворізький цирк. Великим майданчиком для культурних проєктів є центр ШELTER+. У місті нараховується три кінотеатри: мережеві «Multiplex» та «Одеса-кіно», а також «Олімп».
У Кривому Розі засновано музичний гурт Brunettes Shoot Blondes, з нього походять Едуард Драч, Володимир Малахов, Валерій Маренич, Андрій Хавунка та інші.

### Релігія

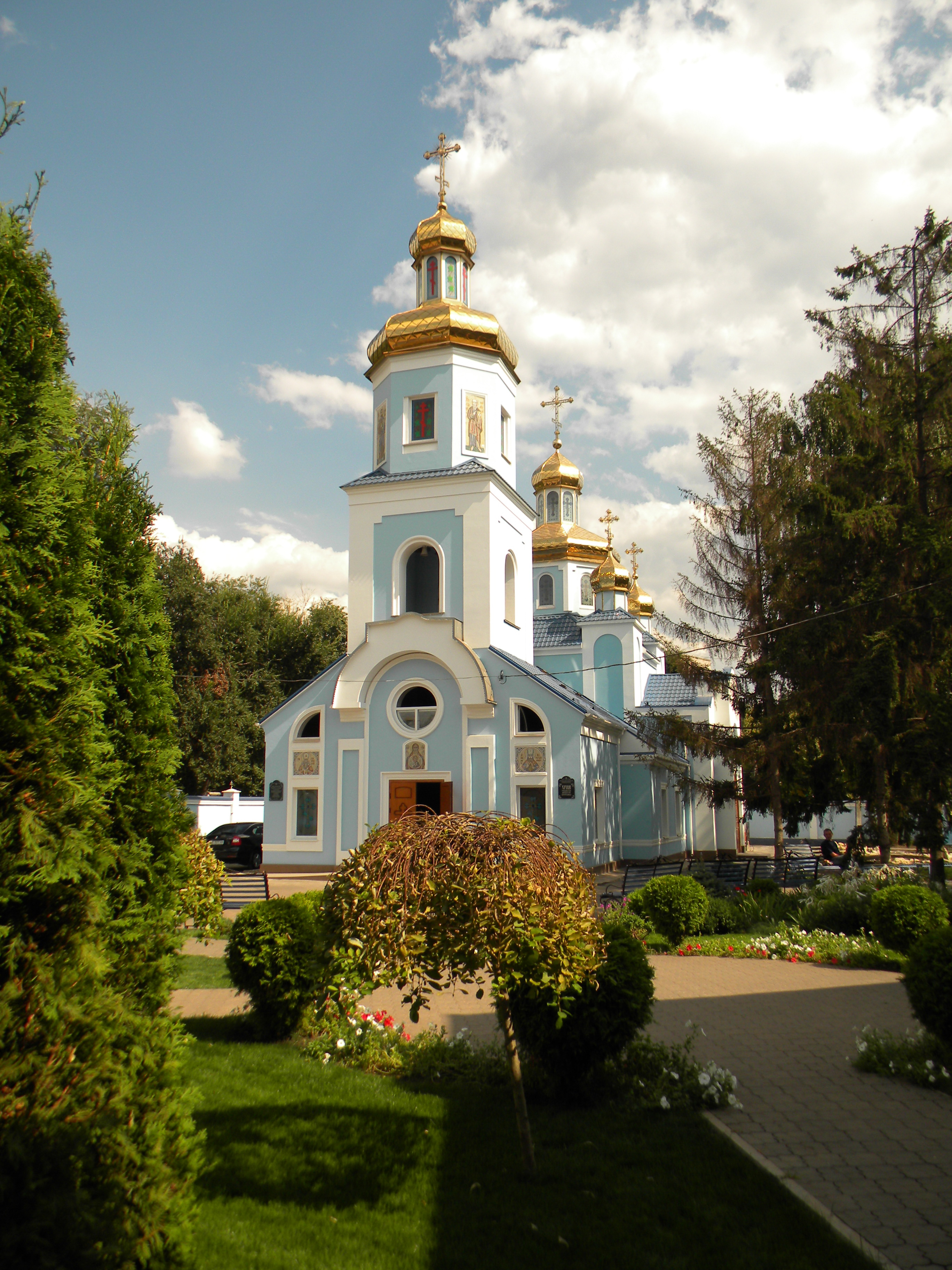
Церква Різдва Пресвятої Богородиці

У місті розташовано більш як два десятки православних храмів, серед найважливіших — Різдва Пресвятої Богородиці, Архангело-Михайлівська церква, Монастир священномученика Володимира та Спасо-Преображенський собор. Останній є центром Криворізької та Нікопольської єпархії Української православної церкви (Московського патріархату). За десять років кількість парафій на території єпархії збільшилася з 85 до 224, відкрито й відновлено кілька нових церков, діє єпархіальна іконописна школа ім. Андрія Рубльова. Центром Криворізького благочиння Православної церкви України є Свято-Володимирський кафедральний собор.

Синагога Бейс Штерн Шульман, збудована у 2010

Також працює Парафія Успіння Пресвятої Діви Марії Української римо-католицької церкви. Історія існування римо-католицької церкви у Кривому Розі пов'язана з розвитком промисловості, оскільки перші віряни були вихідцями з Польщі та Німеччини, які приїхали розвивати промисловість у місті. На сьогодні недільну службу відвідують близько 200 парафіян. При Костелі діє Спілка поляків Кривого Рогу. У Довгинцівському районі компактно проживає значна кількість вірних УГКЦ. Парафія Святої Трійці в Кривому Розі була заснована в 1995 році. У приміщенні парафії Успіння Пресвятої Діви Марії проводяться богослужіння парафії Святих Володимира і Ольги, у 2014 році була збудована каплиця на честь святого Василія Великого.
У Кривому Розі здавна існує єврейська громада. На початку XX століття в місті функціонували дві синагоги, що розташовувалися по вулиці Каунаській (раніше — Синагогальна вулиця). 29 серпня 2010 року в місті відкрито синагогу Бейс Штерн Шульман. Активно діють Єврейська громада, загальноосвітня школа та дитячий садок, випускається міська єврейська газета, а в телеефір регулярно виходить передача «Шофар».
Функціонують Німецька євангелічно-лютеранська церква України, церква Євангельських християн-баптистів, ВСЦ ХВЄП і церква п'ятидесятників ОЦХВЄ «Благодать». Також у місті діє Криворізька Рада Церков.

### Музеї

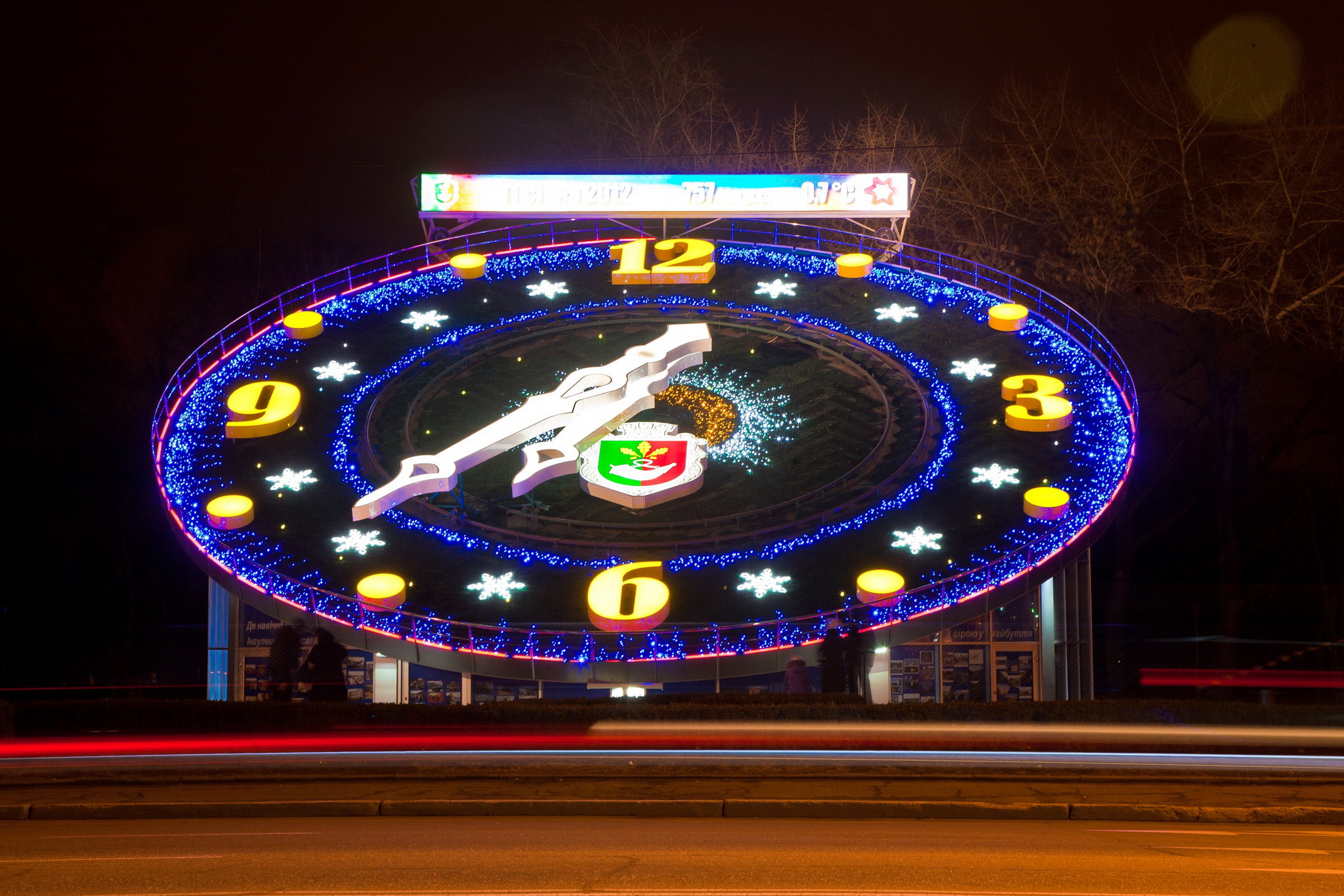
Найбільший квітковий годинник в Європі. Всередині знаходиться інтерактивний історичний музей

Криворізький міський історико-краєзнавчий музей зберігає природні й археологічні колекції, етнографічні та нумізматичні матеріали, твори образотворчого та народно-прикладного мистецтва, фото та документальні джерела з історії Криворіжжя XIX—XX ст. Засновано його у 1960 році.
Музей має філіали: філія в селі Веселі Терни та меморіальний музей-квартира Григорія Синиці. Йому також належить 3D-відеогалерея на Соцмісті, розташована всередині найбільшого у Європі квіткового годинника. Він розташований у парку Героїв на пр. Металургів. Діаметр циферблата — 22 метри, довжина хвилинної стрілки до 12 метрів. Тут висаджені 22 000 квітів шести видів. Хід стрілки забезпечує годинниковий механізм, розташований під спорудою. Удень кожна година супроводжується мелодійним дзвоном, а вночі годинник підсвічується. Починаючи з 2013 року всередині споруди квіткового годинника почала функціонувати 3D-відеогалерея.

Бюст Олександра Поля

Визначним місцем також є маєток Олександра Поля у Хуторі Дубовому (вулиця Дишинського, поблизу шахти «Більшовик»). Нині належить різним фірмам, лише декілька кімнат відведені під музей.
Історії єврейської громади міста присвячений музей Михайла Мармера, заснований у 2010 році на території місцевої синагоги.

### Пам'ятки
Перший пам'ятник був відкритий у 1896 році біля Гданцівського заводу. Це було бронзове погруддя Олександра Поля роботи скульптора Едвардса. Більшість сучасних пам'яток розташовано на площах або в громадських парках — у місті є монументи, присвячені Олександрові Полю, Тарасові Шевченку (два), Богданові Хмельницькому (три, з 1954 року), Василеві Маргелову, Василю Михліку, Дмитру Глінці та Данко. Більшість пам'ятників виконані в стилі соціалістичного реалізму, позаяк встановлені у радянські роки. Кілька пам'ятників Леніну під час подій Євромайдану були знесені. Існує десятки меморіалів та кенотафів, присвячених воїнам Другої світової війни. Літак Су-15 виставлений біля авіаційного клубу, Як-40 у Національному авіаційному університеті (в якому також розташований музей авіації), площа Визволення береже танк Т-34-85. Паровоз Е розташований неподалік від залізничного вокзалу.
Новим символом міста став Козак Кривий Ріг.

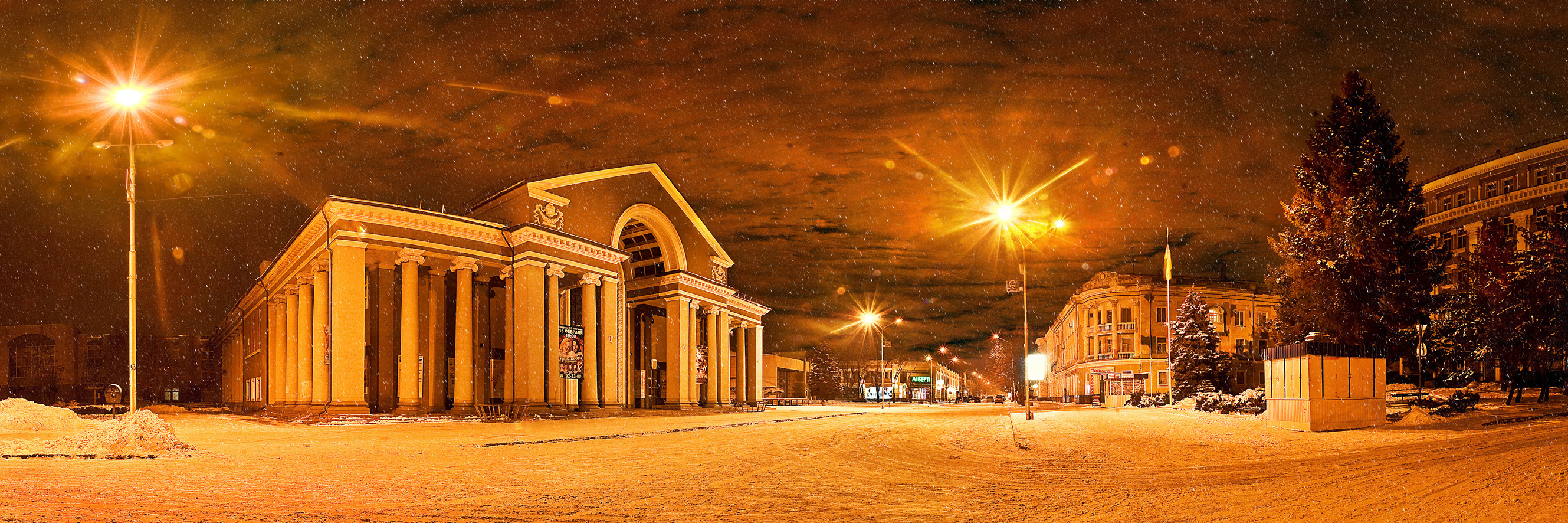
Криворізький театр драми та музичної комедії імені Т. Г. Шевченка
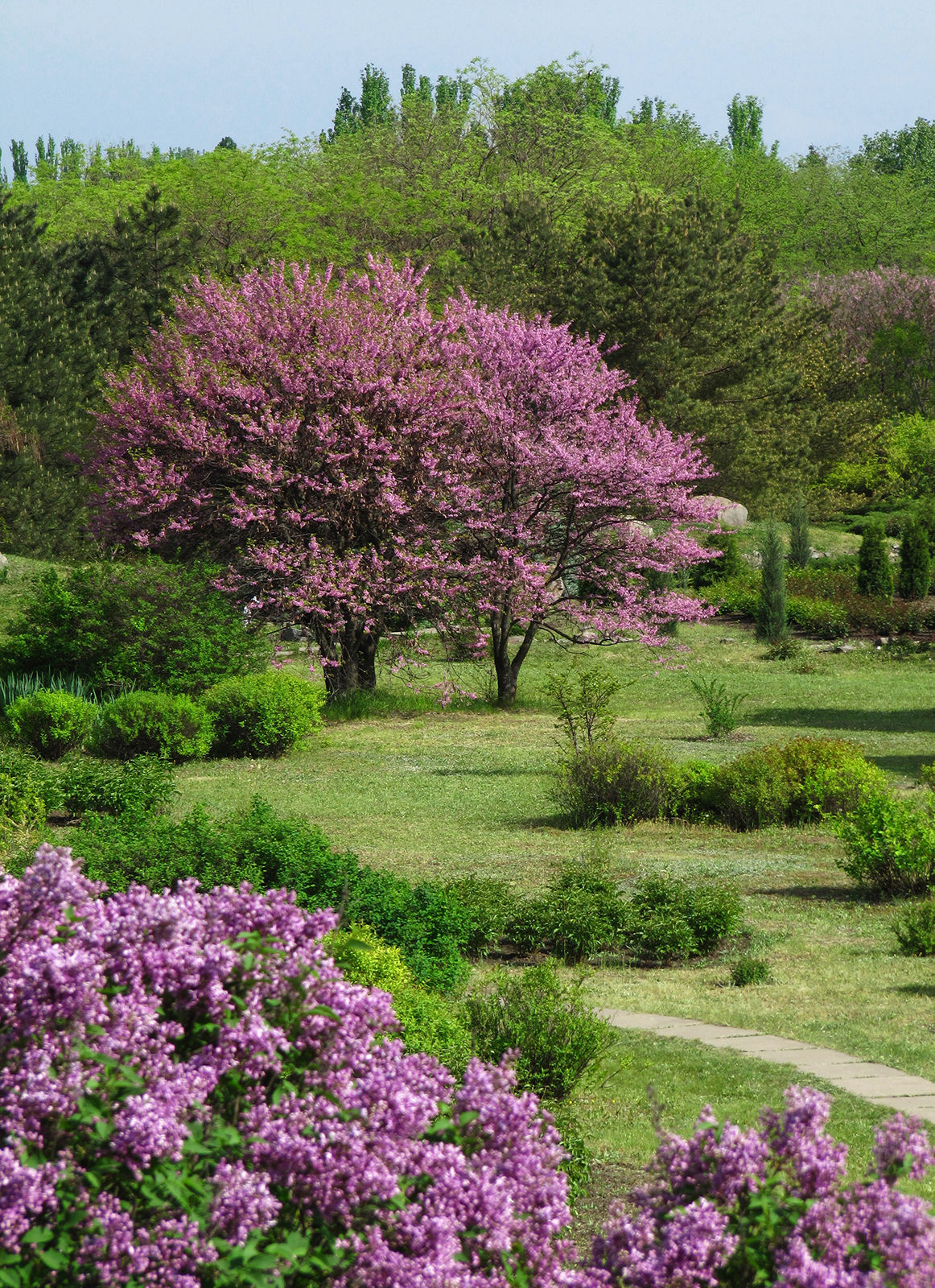
Криворізький ботанічний сад НАН України
Пам'ятник Героям АТО на площі Героїв України
Пам'ятник загиблим на Донбасі учасникам російсько-української війни на Алеї Героїв
Пам'ятник Хрестителю Київської Русі Володимиру Великому
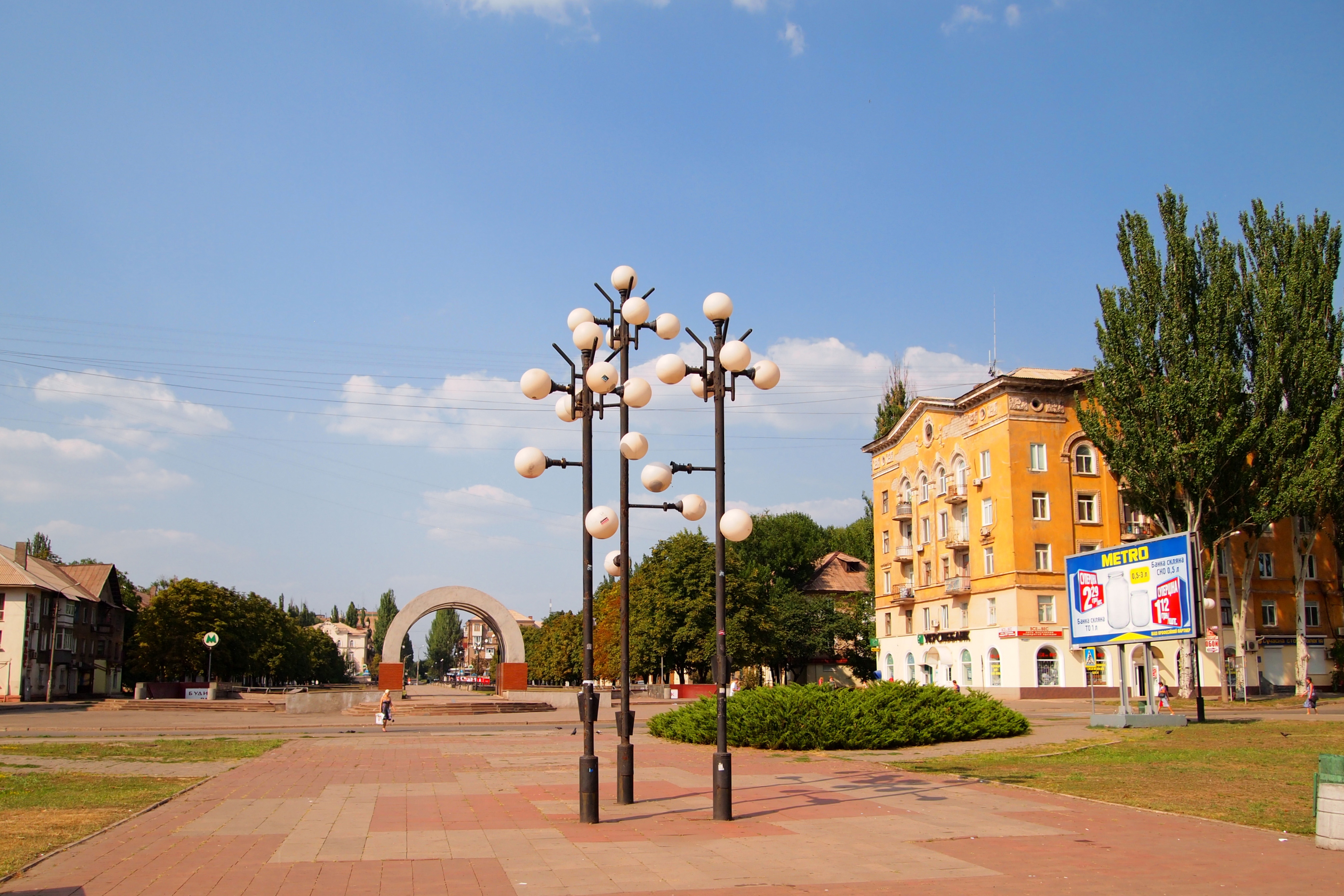
Вулиця Героїв АТО — одне з найпопулярніших місць для прогулянок

### Музичний фонтан
28 травня 2011 року, з нагоди 236-го Дня народження міста, на площі біля міськвиконкому Кривого Рогу з'явився музичний фонтан. Сьогодні цей фонтан є найбільшим в Україні, а також є улюбленим місцем відпочинку серед жителів і гостей міста, є однією з головних міських визначних пам'яток. Фонтанний комплекс, побудований у вигляді величезного компаса, а вмонтовані в тротуарну плитку металеві стрілки вказують на чотири сторони світу. Бронзові таблички підкажуть, скільки кілометрів від Кривого Рогу до Парижа, Делі, Лондона та інших міст світу.

### Кулінарія
Криворізька макова паска - це традиційна обрядова випічка до Великодня, рецепт якої був характерним для родин міста Кривий Ріг. Унікальністю Криворізької макової паски є її начинка та формування і випікання тіста у вигляді рулету. Паска має неперевершений ніжний солодкий смак, пухка та м’яка, довго не черствіє.

## Освіта та наука

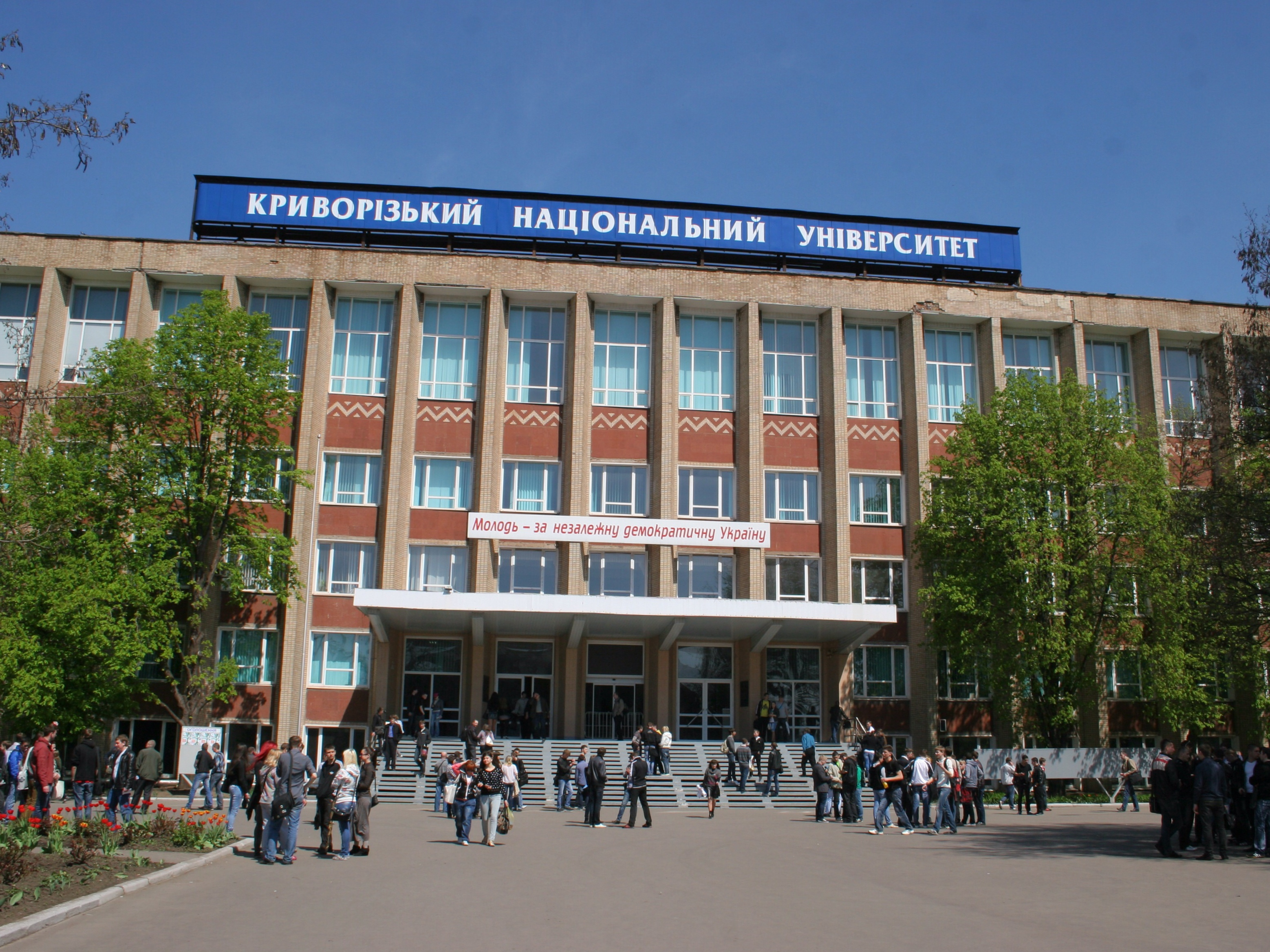
Криворізький національний університет

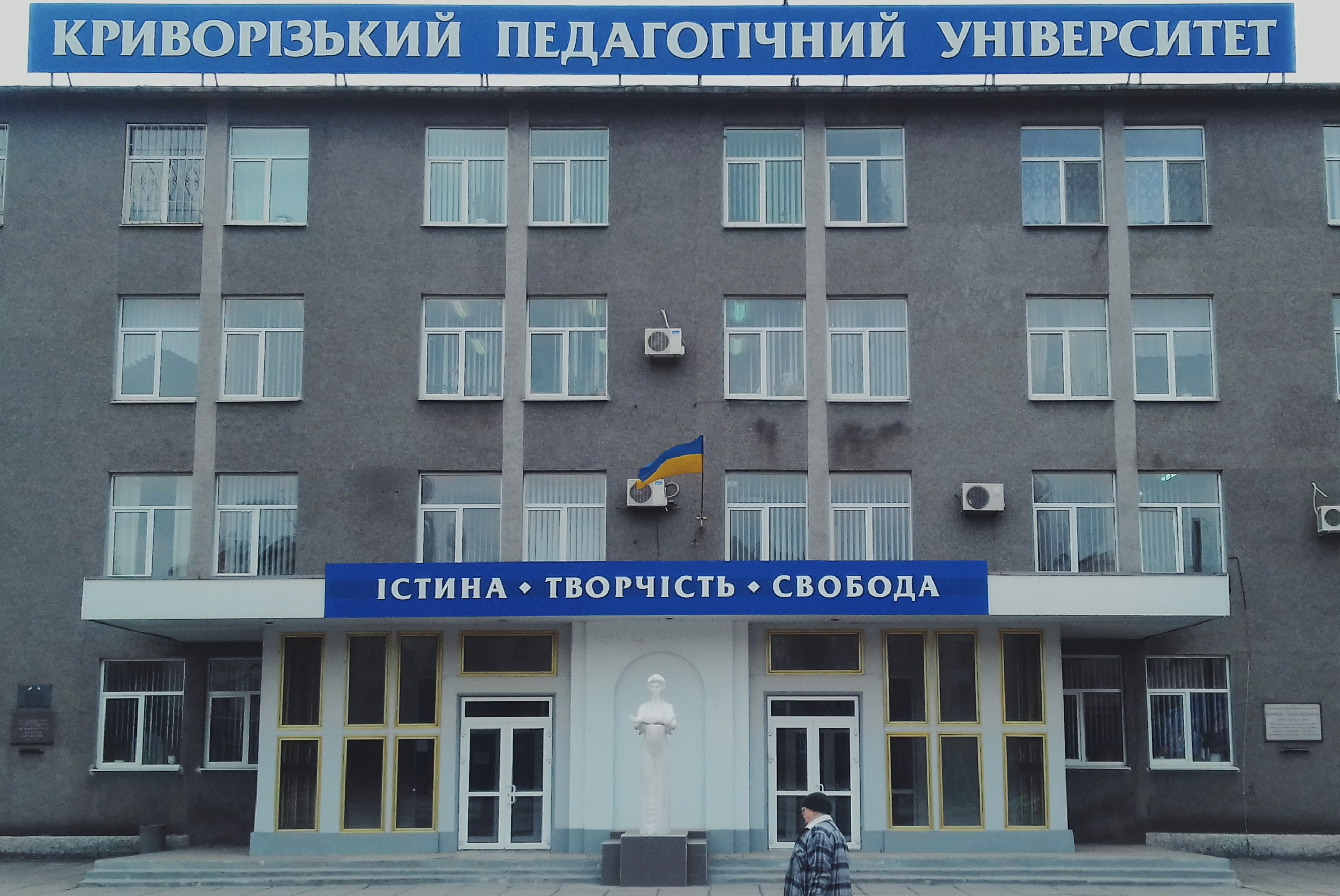
Криворізький державний педагогічний університет

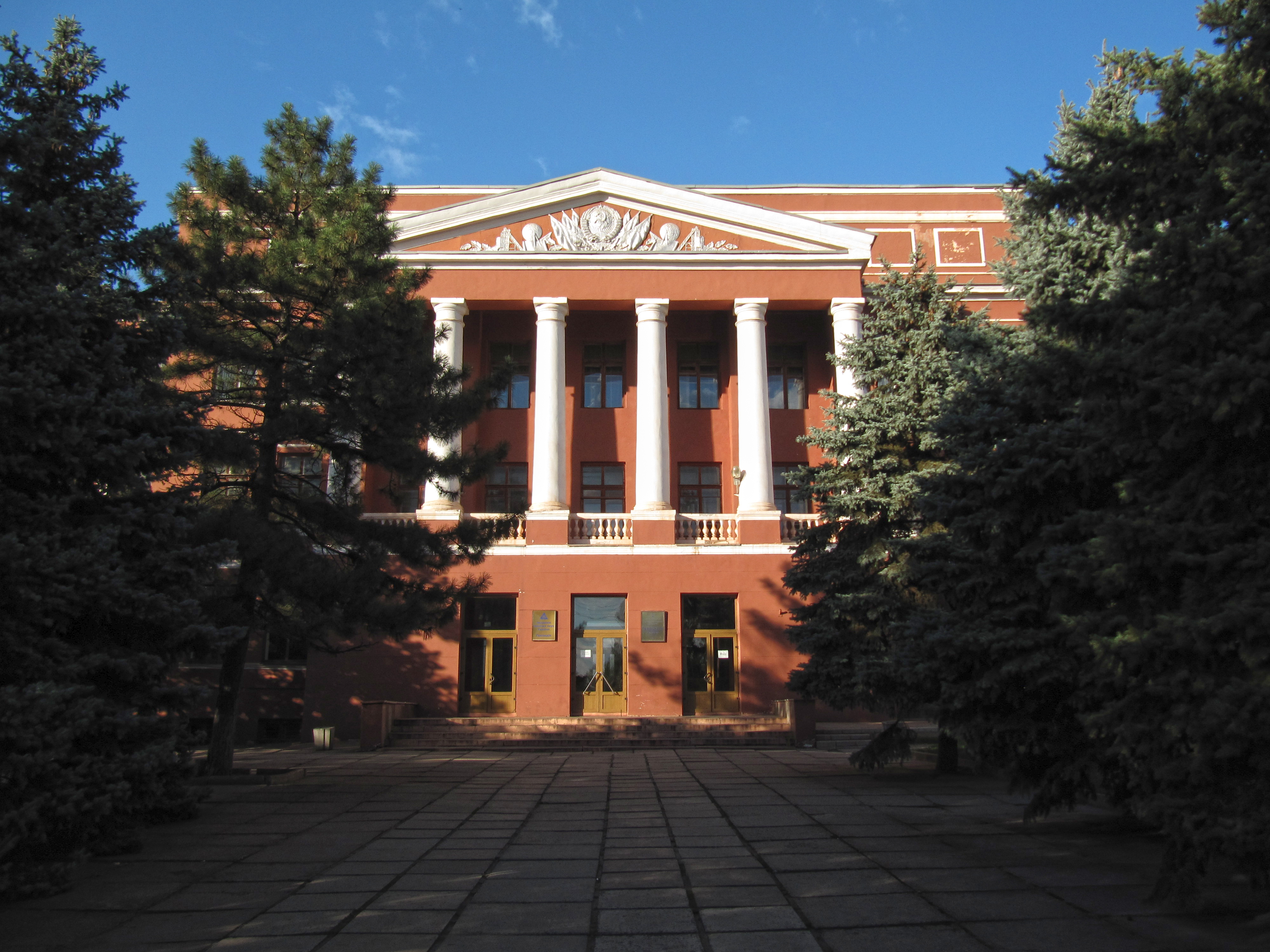
Другий корпус Криворізького національного університету

Станом на початок 2013 року діє 150 дошкільних навчальних закладів (дитячих садочків) та 149 середніх навчальних закладів (шкіл). Усі вони забезпечені комп'ютерними класами, деякі школи мають плавальні басейни. Діє також 15 середніх спеціальних навчальних закладів (технікуми, коледжі, училища) та 28 вишів.
Кривий Ріг є молодим науковим центром. Тут діє ботанічний сад Національної Академії Наук України. Криворізький національний університет утворений 21 березня 2011 року. У 2011—2016 роках до його складу входили Криворізький педагогічний інститут, який у січні 2016 року перетворено у відновлений Криворізький державний педагогічний університет, Криворізький економічний інститут Державного вищого навчального закладу «Київський національний економічний університет імені Вадима Гетьмана», який у 2020 році було перетворено на «Державний університет економіки і технологій» та металургійний інститут Національної металургійної академії. Він починався як Криворізький вечірній робітничий технікум, що почав навчання 1922 року. За рейтингом «200 найкращих вищих навчальних закладів України» ЮНЕСКО 2013 року КНУ посідав 121 місце.
Працює науково-дослідний гірничорудний інститут та Інститут безпеки праці та екології. Серед інших найвідомішими є коледж Національного авіаційного університету «КРАУСС» вулиця Туполєва, 1, Кривий Ріг, Дніпропетровська область, 50000, міське музичне училище, Політехнічний коледж, Інгулецький технікум та автотранспортний технікум.
Криворізький фаховий коледж Державного університету «Київський авіаційний інститут» — сучасний заклад фахової передвищої освіти у місті Кривий Ріг. Коледж готує фахівців у галузях комп’ютерних технологій, електроніки, автоматизації, економіки, підприємництва та управління.
Коледж є структурним підрозділом Державного університету «Київський авіаційний інститут», орієнтованим на практичну підготовку студентів та впровадження інновацій в освітній процес. У навчальному закладі функціонує сучасна матеріально-технічна база, обладнані комп’ютерні класи, лабораторії та мультимедійні аудиторії.
Контактна інформація:
- Офіційна назва: Криворізький фаховий коледж ДУ «Київський авіаційний інститут»
- Адреса: вул. Олега Антонова, 1, м. Кривий Ріг, 50024
- Телефон: +38 (067) 824-14-14
- E-mail: pochta@krfk.kai.edu.ua
- Офіційний сайт: http://kk.nau.edu.ua

Випускники коледжу успішно працюють у провідних компаніях регіону та України. Заклад активно розвиває міжнародні зв’язки та забезпечує студентам можливості для подальшого навчання в університеті.
Такі вищі навчальні заклади, як Національний транспортний університет, Харківський національний університет радіоелектроніки та Національний університет «Одеська юридична академія» відкрили в місті свої відділення або наукові центри. Провідним навчальним закладом міста є також Криворізький факультет Дніпропетровського державного університету внутрішніх справ.
Криворізький фаховий коледж Державного університету "Київський авіаційний інститут"
У 1945 році Актюбінська авіаційна школа пілотів була перебазована до Кривого Рогу та перейменована у Криворізьку авіаційну школу пілотів. У 1947 році її перейменували на Криворізьке льотне училище Цивільного повітряного флоту.
12 червня 1951 року на підставі постанови Ради Міністрів СРСР №99-40с від 11 січня 1951 року та наказу №0202 начальника Головного управління ЦПФ було офіційно створено Криворізьке авіаційне училище спецслужб ГВФ (КРАУСС ГВФ). У перші роки свого існування заклад здійснював підготовку авіаційних кадрів для потреб цивільної авіації Радянського Союзу, забезпечуючи навчання пілотів, авіатехніків і диспетчерів.
У 1960-х роках училище почало активну міжнародну співпрацю, проводячи перепідготовку авіаційних спеціалістів з країн народної демократії, таких як НРБ (Народна Республіка Болгарія) та ГДР (Німецька Демократична Республіка). Це сприяло підвищенню статусу закладу на міжнародному рівні. У 1974 році училище було перейменовано на Криворізьке авіаційне технічне училище цивільної авіації (КРАТУГА), і почало здійснювати підготовку не лише льотного, а й технічного персоналу для обслуговування авіаційної техніки.
У 1991 році навчальному закладу було надано статус коледжу, що дозволило розширити спектр спеціальностей та запровадити нові форми навчання. З 2006 року коледж став структурним підрозділом Національного авіаційного університету, а у 2021 році перейшов у підпорядкування новоствореного Державного університету "Київський авіаційний інститут". Коледж зберігає традиції підготовки висококваліфікованих спеціалістів для авіаційної галузі.
Коледж має розвинену інфраструктуру: 5 навчальних та лабораторних корпусів, 4 гуртожитки, 2 спортзали, стадіон, їдальню, бібліотеку, авіаційно-технічну базу з 12 одиницями сучасної авіаційної техніки. Навчально-матеріальна база постійно оновлюється, впроваджуються сучасні симулятори та цифрові лабораторії.
У закладі працює 153 викладачі, серед яких 15 кандидатів наук і доцентів, 43 викладачі-методисти та викладачі вищої категорії. Колектив активно займається науковою та навчально-методичною роботою, беручи участь у міжнародних конференціях, конкурсах та проєктах з авіаційної безпеки, інженерії та логістики.
За роки існування коледж підготував понад 35 тисяч фахівців, які працюють у більш ніж 45 країнах світу. Серед випускників є керівники авіакомпаній, провідні інженери, пілоти міжнародного класу, інструктори та розробники авіаційного обладнання.
У 1975 році до Дня Перемоги був відкритий Музей історії цивільної авіації та трудової слави училища. Музей має експозицію літальної техніки під відкритим небом, де представлено 2 вертольоти та 11 літаків, включаючи рідкісні моделі Ту-114 та Ту-154Б. У музеї зберігаються документи, фотографії, макети та особисті речі випускників, які стали героями авіації.
З 2024 року має назву Криворізький фаховий коледж Державного некомерційного підприємства «Державний університет «Київський авіаційний інститут».
17 січня 2025 року під час російського вторгнення Криворізький авіаційний коледж зазнав ракетного удару. Внаслідок атаки були пошкоджені корпус коледжу та навколишні житлові будинки. Загинули 4 особи, ще 14 отримали поранення. Колектив коледжу та місцева громада продовжують працювати над відновленням інфраструктури, не зупиняючи освітній процес навіть у надскладних умовах.
Начальник коледжу — Андрусевич Анатолій Олександрович.
Телефон для зв'язку: +38(067)824-14-14
Офіційний сайт:
http://kk.nau.edu.ua/
Адреса: 50045, м. Кривий Ріг, вул. Олега Антонова, 1.

## Економіка
Сучасний Кривий Ріг — це велике індустріальне місто, центр Криворізького залізорудного басейну — найважливішої сировинної бази металургії України.

Криворізький індустріальний регіон відіграє провідну роль в економіці України та є основною сировинною базою для розвитку чорної металургії, має стратегічне значення для економічної незалежності та безпеки держави.

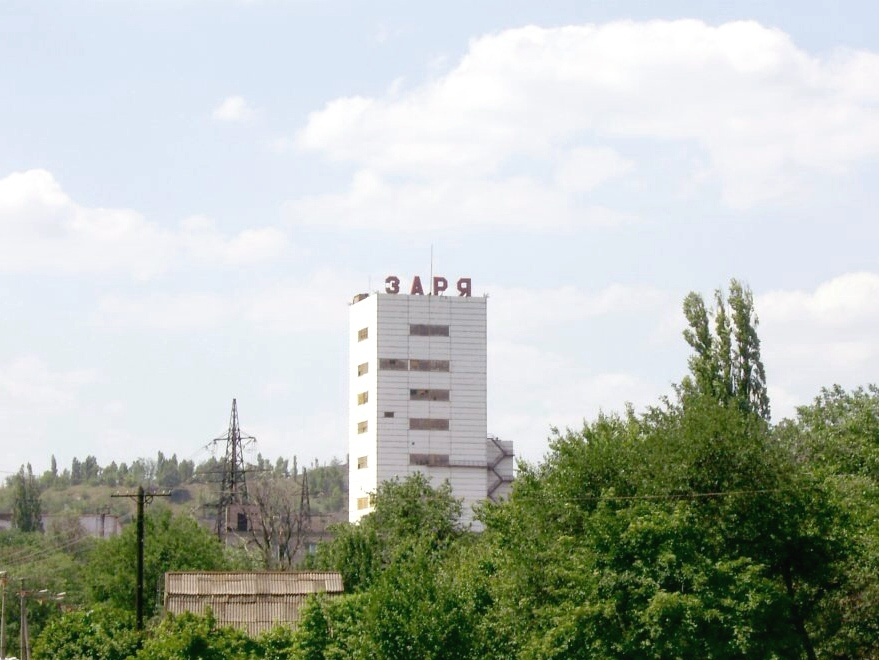
Шахта «Покровська» (входить до «КЗРК»)

У загальному внутрішньому валовому продукті України частка продукції Кривого Рогу становить близько 6,4 %, в експортному потенціалі країни — 7 %. На початку XXI ст. економіка міста становила 11 % у ВВП країни за рахунок більшої ролі металургії в економіці.
Обсяг реалізованої промислової продукції по місту за 2009 рік становив 34,9 млрд грн, що на 32 % менше, ніж за аналогічний період 2008 року. У загальному обсязі реалізації Дніпропетровської області частка міста становить 33,9 %.
Протягом 2009 року підприємствами з видобутку та збагачення металевих руд випущено 72,5 млн т руди й концентратів залізних. Двома шахтами оперує компанія «Євраз Суха Балка», чотирма — Криворізький залізорудний комбінат.
На підприємствах металургії та оброблення металу вироблено сталі 5,0 млн т. За 2009 рік вироблено 943,6 тис. т цементу. Будівельний комплекс представлений організаціями різної спеціалізації: цементно-гірничим комбінатом, заводами з виробництва залізобетону, місцевих будматеріалів та іншими. Місто є однією з трьох локацій гіганта HeidelbergCement в Україні.
Економічний потенціал міста представляють близько 6 тисяч підприємств. Промисловість міста налічує 87 великих підприємств різних галузей: чорної металургії, машинобудівної, будматеріалів, хімічної, поліграфічної, деревообробної, легкої, харчової тощо.
У Криворізькому басейні розташовано 8 із 11 підприємств України з одночасно видобутку та перероблення залізорудної сировини, а також підприємства з обслуговування основного виробництва. Тому головною містоутворювальною галуззю, яка стійко визначає профіль міста в територіальному розподілі праці, є чорна металургія. У Кривому Розі розташовано один із найбільших у світі металургійних комбінатів — АрселорМіттал Кривий Ріг, п'ять гірничозбагачувальних комбінатів: Північний, Південний, Центральний, Новокриворізький, Інгулецький, три рудоремонтні заводи та інші. Переважна номенклатура: залізна руда, концентрат, агломерат, котуни, чавун, сталь, готовий прокат (арматура, кутик, катанка). Питома вага гірничо-металургійного комплексу становить 86 % загальних обсягів промислового виробництва в місті.
Єдиний у країні Криворізький суриковий завод виробляє залізний сурик, який має попит в Україні та за її межами. Також у місті працюють Криворізький завод гірничого обладнання та Кривбасвибухпром.
Виробництво непродовольчих товарів народного споживання в місті здійснюють понад 40 підприємств різних форм власності, які виготовляють товари легкої промисловості культурно-побутового й господарського призначення, а також будівельної групи.
Харчові продукти в місті виробляють 16 сільськогосподарських підприємств харчової й переробної промисловостей (наприклад Криворізький міськмолокозавод № 1) та близько 80 інших суб'єктів підприємництва. Виробляються такі власні продукти як ковбасні вироби, майонез, сметана, кефір, гірчиця, хліб та хлібобулочні вироби, пиво, безалкогольні напої, олія, кондитерські вироби тощо.
Крім цього, у місті працюють близько 30 банків, зокрема ПриватБанк, УкрСиббанк, Ощадбанк.

## Інфраструктура

### Основна характеристика
Постачання газу здійснює ВАТ «Криворіжгаз», активна газифікація почалася 1957 року. Послуги водопостачання та водовідведення забезпечує «Кривбасводоканал». Джерелом водопостачання є річка Інгулець та міські водосховища, водогін почав працювати у 1928 році. Постачання електроенергії містянам здійснює Криворізька ТЕС (ВАТ «ДТЕК Дніпроенерго»).
Експлуатацію багатоквартирних житлових будинків та прибудинкових територій здійснює 45 комунальних підприємств («ЖЕКи»). Разом з цим, розповсюджені Об'єднання співвласників багатоквартирних будинків.
Інші підприємства — «Кривбасстандартметрологія», «Криворіжтепломережа» (у місті 72 котельні та 383,8 км теплових мереж), ДП «Криворізька теплоцентраль», «Екоспецтранс», «Міськліфт», у місті запроваджена єдина автоматизована міська система комунальних розрахунків «НОВА-КОМ». У Кривому Розі розташовано 68 поштових відділень.
Інститут розвитку міста Кривого Рогу впроваджує розвиток велоінфраструктури, туризму, створення індустріального парку та програму з профілактики ВІЛ/СНІДу. Інфраструктура туризму міста Кривого Рогу складається з міського історико-краєзнавчого музею, навчальних центрів та скансенів. У місті працює 11 готелів. Кривий Ріг є унікальним індустріальним містом, де зосереджена значна кількість великих промислових підприємств. Цікаві об'єкти для відвідування — це 45 шахт, 41 кар'єр, 89 відвалів та безліч спелестологічних об'єктів. Популярні міські екскурсії тривають від 3-х годин до цілого вік-енду.

### Транспорт

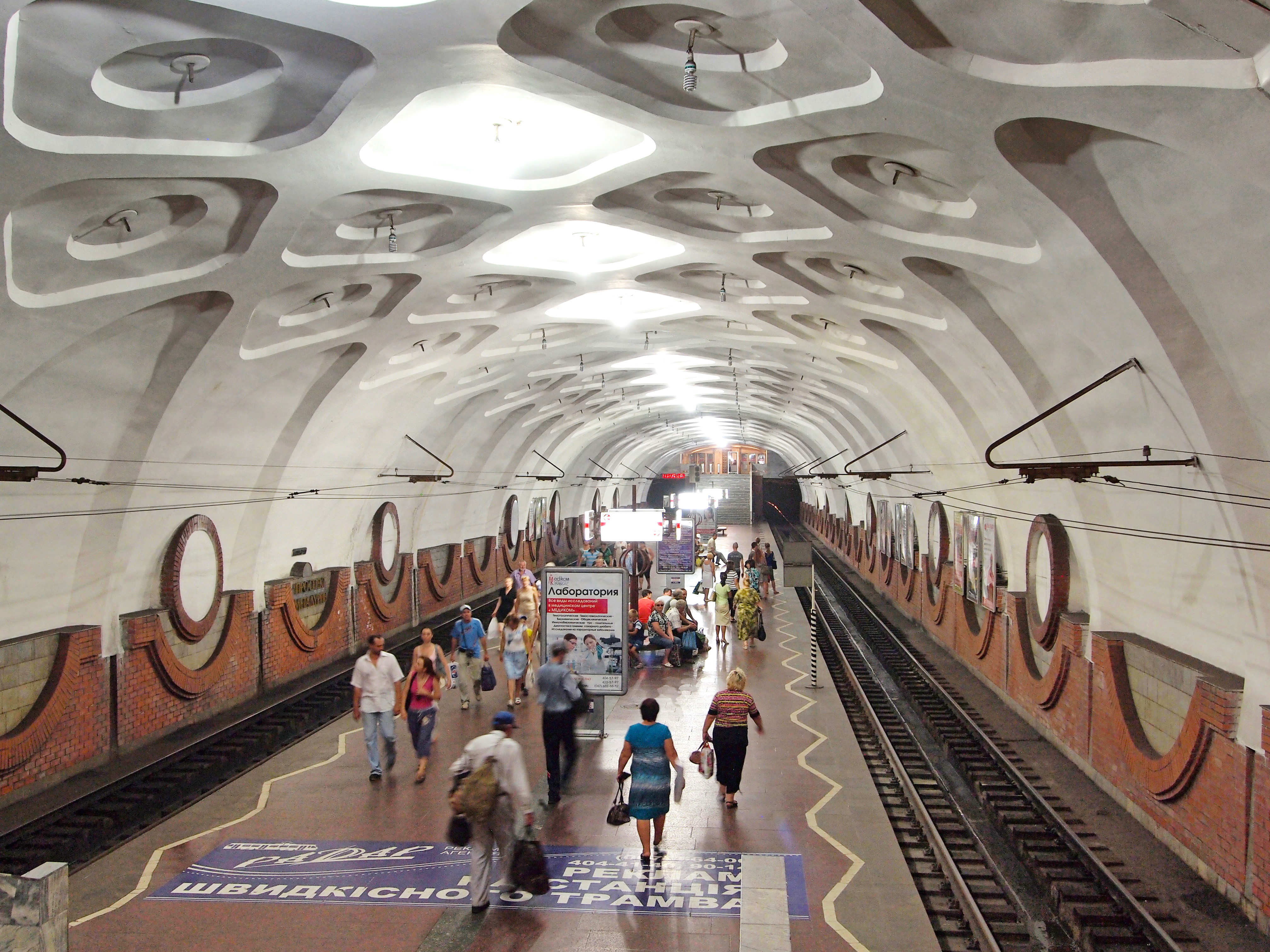
Станція метротраму Проспект Металургів відкрита у 1989 році

Через місто проходять автошляхи Н11, Н23, Т 0411 та Т 0434. Транзитні автомобільні потоки оминають місто об'їзною дорогою, проте це не вирішує внутрішньоміських транспортних проблем. Вони спричинені станом дорожнього покриття, відсутністю паркінгів та стрімким збільшенням кількості автомобілів.
Пасажирські перевезення в місті – це комплекс міських маршрутів, в які входить перевезення пасажирів автобусами, тролейбусами, трамваями, таксі, залізницею, а також регулярні спеціальні перевезення, організовані промисловими та приватними підприємствами міста.
Міський громадський транспорт —  невіддільна частина складної системи життєзабезпечення населення міста. В Кривому Розі пасажирські перевезення громадським транспортом забезпечують 5 спеціалізованих підприємств різних форм власності. Міська маршрутна мережа пасажирського транспорту складається з 64 міських автобусних маршрутів, 21 тролейбусного та 20 трамвайних (у тому числі швидкісного трамваю).
Структурний підрозділ «Криворізька дирекція залізничних перевезень» регіональної філії «Придніпровська залізниця» АТ «Укрзалізниця» за обсягами вантажних перевезень є одним з найбільших структурних підрозділів серед залізниць України. Середньодобові обсяги вантажоперевезень у 2023 році становлять близько 6280 тис. т·км нетто. За 1 півріччя 2023 року обсяг вантажних перевезень склав 1131 млн т·км нетто.
Приватне акціонерне товариство «Дніпропетровське обласне підприємство автобусних станцій» здійснює організацію перевезення пасажирів на приміських, міжміських та міжнародних напрямках. Підприємство надає пасажирам послуги з продажу квитків, відправлення багажу, організовує інші станційні послуги для обслуговування громадян, їх комфортного очікування та посадки на пасажирський автомобільний транспорт, що слідує за обраним сполученням.
У місті діє Комунальне підприємство «Міжнародний аеропорт Кривій Ріг» Криворізької міської ради. Його зручне географічне й метеорологічне розташування дозволяє функціонувати в складних погодних умовах і бути запасним для столичного аеропорту Бориспіль та обласного центру.
Місто Кривий Ріг перетинають 1 742 автошляхи загальною довжиною 2 787,8 км та площею — 27 106,3 тис. м, у місті знаходиться 94 мости та шляхопроводи, 1 830,7 км електромереж зовнішнього освітлення.
Транспортне сполучення міста з іншими населеними пунктами забезпечують Структурний підрозділ «Криворізька дирекція залізничних перевезень» регіональної філії «Придніпровська залізниця» АТ «Укрзалізниця», комунальне підприємство «Міжнародний аеропорт Кривий Ріг» Криворізької міської ради, міські автостанції Приватного акціонерного товариства «Дніпропетровське обласне підприємство автобусних станцій» та автоперевізники всіх форм власності.
В місті діють три автостанції:
1. Кривий Ріг АС-1 — є центральним автовокзалом, забезпечує міжміське, міжобласне та міждержавне транспортне сполучення. З Автостанції Кривий Ріг АС-1 курсують автобуси до більшості обласних центрів та ряду великих міст нашої держави, таких як: Київ, Дніпро, Харків, Миколаїв, Одеса, Вінниця, Запоріжжя, Полтава, Львів, Кропивницький, Суми, Очаків, Кременчук, Умань тощо. Також є рейси ближнього міжнародного сполучення, а саме до Щецина, Познаня (Польща), Сучави (Румунія). У наш вік сучасних технологій пасажири можуть зарезервувати або придбати квитки онлайн, дослідити розклади руху  і спланувати собі комфортне пересування від дверей до дверей у
2. Кривий Ріг АС-2 здійснює обслуговування пасажирів ближньої дальності. Основні маршрути курсування автобусів – внутрішньорайонні та внутрішньо-обласні (приміські) перевезення пасажирів. Найпопулярнішими напрямками (з виїздом до пункту призначення по кілька разів на день) є: Долинська, Христофорівка, Кирівка, Інгулець, Златоустівка, Радіонівка та інші.
3. Інгулець АС (Кривий Ріг) обслуговує пасажирів, що прямують автобусними рейсами до міста Дніпро. Щоденно здійснюються близько п’яти рейсів, якими можуть скористатися не тільки пасажири які слідують до кінцевої зупинки але й ті, пунктом призначення яких є проміжні населені пункти.
Структурний підрозділ «Криворізька дирекція залізничних перевезень» має розгорнуту довжину колій 1440 км, з них довжина станційних колій 470,7 км.
Криворізька дирекція залізничних перевезень за обсягами вантажних перевезень є одною з найбільших серед підрозділів Укрзалізниці.
| Показники                                             | 2022     | 1 півріччя 2023 року |
| Перевезення вантажів                                  |          |                      |
| Річний обсяг вантажних перевезень, млн т·км нетто     | 3049     | 1131                 |
| Середньодобовий вантажообіг дирекції: млн т·км нетто; | 8,35     | 6,28                 |
| вагонів                                               | 147100   | 137300               |
| Всього відправлено вантажу, т.                        | 25699285 | 11463324             |
| Перевезення пасажирів                                 |          |                      |
| Відправлено пасажирів: у дальньому сполученні, пас.   | 307663   | 166179               |
| у приміському сполученні, пас.                        | 844814   | 352598               |

У зоні обслуговування дирекції знаходиться понад 600 підприємств та 9 районів Дніпропетровської області. Дирекція має пряме пасажирське сполучення з Харковом, Дніпром, Запоріжжям, Одесою, Києвом. Окрім того залізниця має розгалужену маршрутну мережу приміського залізничного сполучення. Пасажирів та вантаж, що вирушають залізничним транспортом в місті обслуговують 6 залізничних станцій. Кривий Ріг-Головний та Рокувата — два головні залізничні вокзали Кривого Рогу, на яких здійснюються більшість операцій з пасажирами, багажем та вантажем, що вирушають Криворізькою дирекцією залізничних перевезень. У зв'язку з особливостями топоніміки нашого міста ст. Рокувата переважно обслуговує пасажирів з північної частини міста, тоді як ст. Кривий Ріг-Головний обслуговує його центр. Станції Кривий Ріг (Червона), Кривий Ріг-Західний та Інгулець (Кривий Ріг) переважно здійснюють відправку пасажирів приміськими поїздами, працюють з вантажообігом. Кривий Ріг-Сортувальний та Незалежна (Довгинцево-Сортувальна) — сортувальні залізничні станції 1-го класу, що працюють переважно з вантажем та перерозподілом рухомого складу (формуються вантажні ешелони з гірничою сировиною), окрім того обслуговують приміські потяги.
Кривий Ріг має сучасний аеропорт, який у 1986 році отримав статус міжнародного, а з 2001 року перебуває в комунальній власності міста. Аеропорт має злітно-посадкову смугу завдовжки 2500 м, завширшки — 42 м. Наявність необхідних служб, спеціального обладнання, зручного місця розташування, дає змогу цілодобово приймати літаки майже всіх класів. Пропускна спроможність — 9 операцій (зліт/посадка) на годину.
За 2016—2021 роки аеропортом було забезпечено переліт 87499 пасажирів, транспортування 120,9 т. вантажу та обслуговано 4294 авіарейси.
| Показники                     | 2018  | 2019  | 2020 | 2021 | 2022 | 2023 |
| Обслуговано пасажирів, осіб   | 21964 | 21329 | 341  | 2403 | 0    | 0    |
| Оброблено вантажів, пошти, т. | 19,3  | 33,0  | 11,8 | 4,9  | 0    | 0    |
| Обслуговано рейсів            | 706   | 1051  | 527  | 788  | 0    | 0    |

Зменшення рейсів з 2020 року пов'язано з коронавірусною хворобою. Протягом останніх років нерегулярні міжнародні чартерні рейси здійснювались до (з) аеропортів Шарм-ель-Шейх (Єгипет), Анталії (Туреччина), Хургади (Єгипет), Каїру (Єгипет), Даламан (Туреччина), Тивату (Чорногорія), Салоніки (Греція), Софії (Болгарія), Вільнюса (Литва), Кошице (Словаччина), Белграду (Сербія), Риги (Латвія) та інших. У зв'язку із закриттям неба для здійснення цивільних авіаперевезень через повномасштабне російське вторгнення в Україну, з 24 лютого 2022 року стало неможливим здійснення пасажирських, поштових та вантажних авіаперевезень. Варто зазначити, що аеропорт в складних погодних умовах може виступати запасним для столичного аеропорту Бориспіль та обласного центру.
Перевезення пасажирів на міських автобусних маршрутах загального користування забезпечують 4 автопідприємства та фізичні особи-підприємці.
Щоденно на 64 міських автобусних маршрутах забезпечують роботу понад 614 одиниць рухомого складу. З них, на 8 автобусних маршрутах (№ 1, 1А, 4, 8, 228, 228А, 244, 302) працюють комунальні автобуси, що обслуговуються автотранспортним підрозділом КП «Міський тролейбус».  Перевезення громадським транспортом в місті здійснюють комунальні підприємства «Міський тролейбус», «Швидкісний трамвай» та автоперевізники різних форм власності.
Показники діяльності міського громадського транспорту, млн пасажирів
| Показники                                                       | 2018   | 2019    | 2020    | 2021    | 2022    | 6 міс. 2023 |
| Міська маршрутна мережа пасажирського автомобільного транспорту |        |         |         |         |         |             |
| Сумарна довжина маршрутів, (зі зворотнім напрямком), км         | 2558   | 2558    | 2558    | 2558    | 2558    | 2394        |
| Кількість маршрутів                                             | 70     | 70      | 70      | 70      | 70      | 64          |
| Автобусні маршрути, що обслуговуються комунальним АТП           |        |         |         |         |         |             |
| Кількість маршрутів                                             | 3      | 4       | 7       | 8       | 7       | 8           |
| Сумарна довжина маршрутів, (зі зворотнім напрямком), км         | 254,6  | 306,4   | 503,6   | 503,6   | 503,6   | 578,3       |
| Перевезено пасажирів, млн                                       | 4,39   | 5,56    | 5,45    | 4,93    | 4,92    | 4,20        |
| Міська маршрутна мережа пасажирського електричного транспорту   |        |         |         |         |         |             |
| Кількість маршрутів                                             | 45     | 44      | 42      | 42      | 42      | 41          |
| Тролейбус                                                       | 24     | 23      | 21      | 21      | 21      | 21          |
| Трамвай                                                         | 21     | 21      | 21      | 21      | 21      | 20          |
| Сумарна довжина маршрутів, (зі зворотнім напрямком), км         | 1276,8 | 1259,11 | 1213,63 | 1275,57 | 1275,57 | 1244,07     |
| Тролейбус                                                       | 656,2  | 638,51  | 593,03  | 654,97  | 654,97  | 654,97      |
| Трамвай                                                         | 620,6  | 620,6   | 620,6   | 620,6   | 620,6   | 589,1       |
| Довжина ліній, км                                               | 393,7  | 393,7   | 393,7   | 393,7   | 393,7   | 393,7       |
| Тролейбус                                                       | 262,2  | 262,2   | 262,2   | 262,2   | 262,2   | 262,2       |
| Трамвай                                                         | 131,5  | 131,5   | 131,5   | 131,5   | 131,5   | 131,5       |
| Перевезено пасажирів, млн                                       | 56,14  | 57,77   | 45,88   | 43,05   | 40,92   | 29,49       |
| Тролейбус                                                       | 16,96  | 20,26   | 20,08   | 20,41   | 20,36   | 14,86       |
| Трамвай                                                         | 39,18  | 37,51   | 25,8    | 22,64   | 20,56   | 14,63       |

Тролейбусні та автобусні перевезення в місті здійснює КП «Міський тролейбус», в структуру якого входять два тролейбусних депо, та автотранспортний підрозділ (АТП). Довжина 21 тролейбусного маршруту становить 654,97 км (зі зворотнім напрямком), довжина 8 автобусних маршрутів становить  — 578,3 км, на яких щоденно задіяно 100 тролейбусів, та 35 автобусів. За 6 місяців 2023 року  підприємством перевезено — 19,0628 млн пасажирів, в тому числі тролейбусами перевезено 14,8599 млн пасасажирів, автобусами — 4,2029 млн пасажирів, з них 19,0618 млн пасажирів, які мають право пільгового проїзду в міському комунальному транспорті, в тому числі, у тролейбусах — 14,8592 млн пасажирів, автобусах — 4,2026 млн пасажирів.
Трамвайні перевезення в місті здійснює комунальне підприємство «Швидкісний трамвай».
Випуск пасажирських трамвайних вагонів на лінію в робочі дні в години «пік» становить 81 вагон, з розрахунку депо № 1 — 47 вагонів та депо № 2 — 34 вагони. Середньодобова кількість вагонів задіяних щодня для перевезення пасажирів на 20 трамвайних маршрутах складає 51 вагон міського трамваю та 46 вагонів швидкісного трамвая, якими за 6 місяців 2023 року перевезено 14, 6315 млн пасажирів.
Протяжність трамвайних колій в одноколійному вимірі складає 131,5 км, у тому числі:
- наземна лінія - 81,6 км;
- швидкісна лінія - 35,4 км;
- трамвайні колії на території депо № 1 — 6,3 км;
- трамвайні колії на території депо № 2 — 8,2 км.

Сумарна довжина трамвайних маршрутів – 589,1 км (зі зворотнім напрямком), з яких міського трамваю — 426,6 км, швидкісного трамваю — 162,5 км (у тому числі 13,6 км в тунелях).
Першу чергу трамвайної лінії в Кривому Розі відкрито 1935 року. Її довжина становила 8 км. Уже на кінець 1937 року її подовжили до 20 км. Тролейбусний рух відкрито 25 грудня 1957 року, нині щодня на 21 тролейбусних маршрутах працює до 70 тролейбусів, на 12 трамвайних — 50 вагонів.

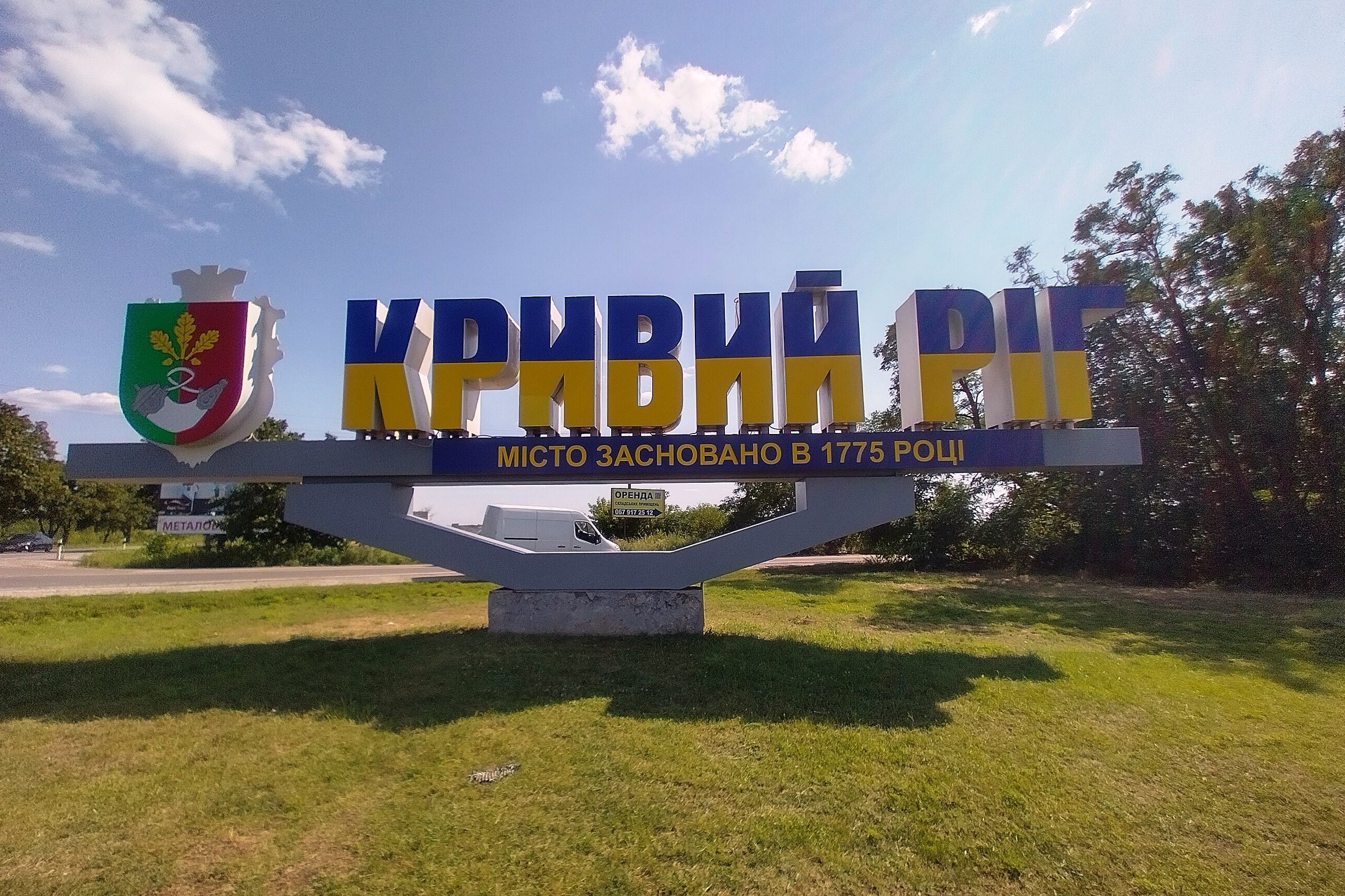
Стела при в'їзді в місто на Кропивницькому шосе

У 2012 році розпочалася інтеграція швидкісного трамвая до трамвайної мережі міста. Метротрам налічує 11 станцій, з яких 4 — підземні. Більша частина лінії збудована за стандартами метрополітену, але як рухомий склад використовуються трамвайні вагони, а не потяги метро. Відкриття першої черги відбулося 26 грудня 1986 року. Діють три маршрути: Кільцева — Майдан Праці, Кільцева — Зарічна та Кільце КМК — Зарічна.

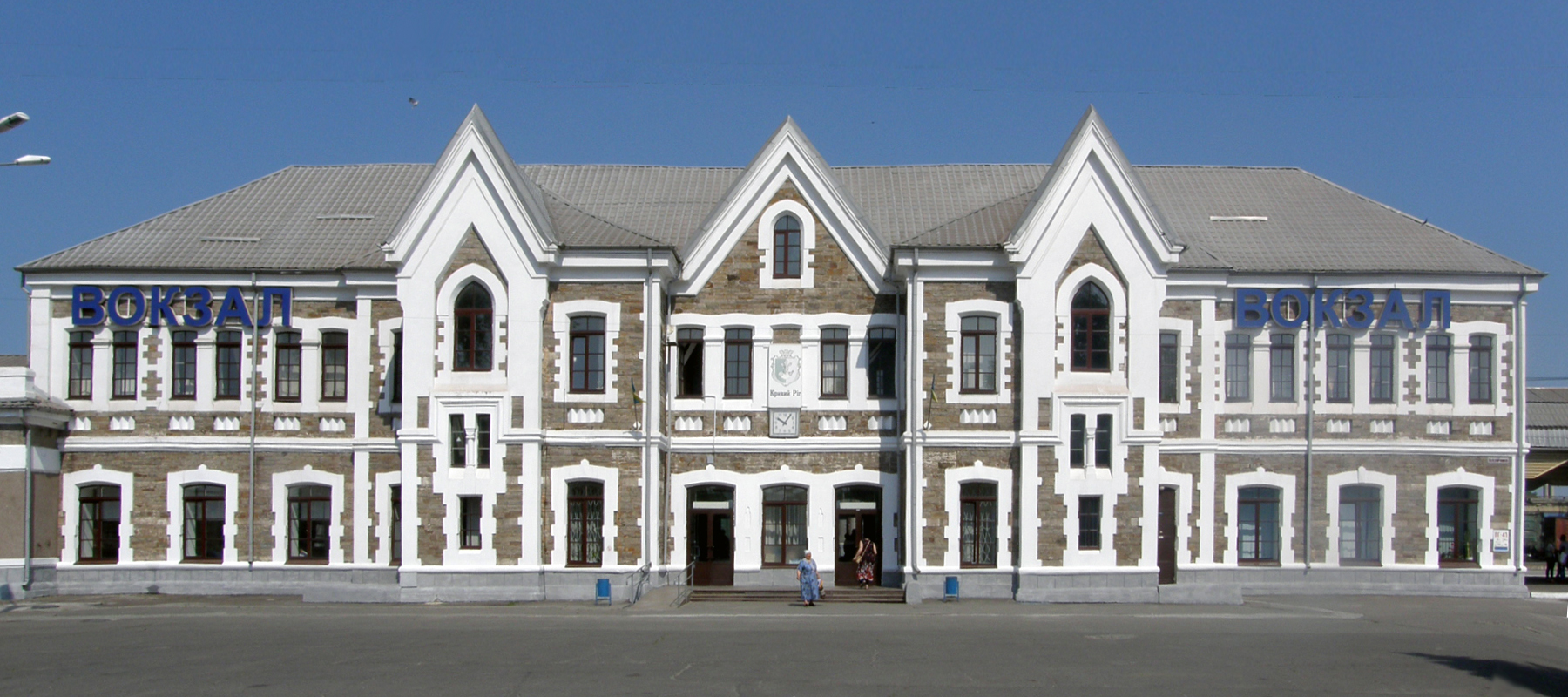
Вокзал станції Кривий Ріг-Головний

Сучасний Кривий Ріг є важливим залізничним вузлом. В місті розташована Криворізька дирекція залізничних перевезень «Укрзалізниці», яка обслуговує п'ять напрямків та щорічно забезпечує до 17 % загальнодержавного обсягу всіх залізничних вантажоперевезень. Кривий Ріг-Головний є її основними воротами. У клієнтів дирекції такі гіганти металургійної промисловості як «АрселорМіттал Кривий Ріг», «Метінвест», КЗРК, «Суха Балка», Нікопольський завод феросплавів, Нікопольський південнотрубний завод. Загалом добові обсяги вантажоперевезень становлять близько 200 тисяч тонн.
Перші авіарейси з Кривого Рогу в Харків і Одесу почали виконувати ще далекого 1926 року. Через півстоліття в місті був побудований аеропорт «Змичка» з ґрунтовою злітно-посадковою смугою. Невеликими літаками Ан-2, Лі-2, Іл-14 і Ан-24 щорічно перевозилося близько шести тисяч пасажирів.
Сучасну повітряну гавань місто отримало у січні 1979 року, коли поблизу села Лозуватка завершилося будівництво бетонної злітно-посадкової смуги з комплексом авіаційних служб, аеровокзалом, пропускна здатність якого становила 400 осіб за годину. 1986 року, коли почалося будівництво Криворізького гірничо-збагачувального комбінату окиснених руд (спільне будівництво Румунії, Чехословаччини, НДР і Радянського Союзу), аеропорт здобув статус міжнародного. Після здобуття незалежності України експлуатацію летовища здійснює комунальне підприємство «Міжнародний аеропорт Кривій Ріг».

## Засоби масової інформації

### Друковані

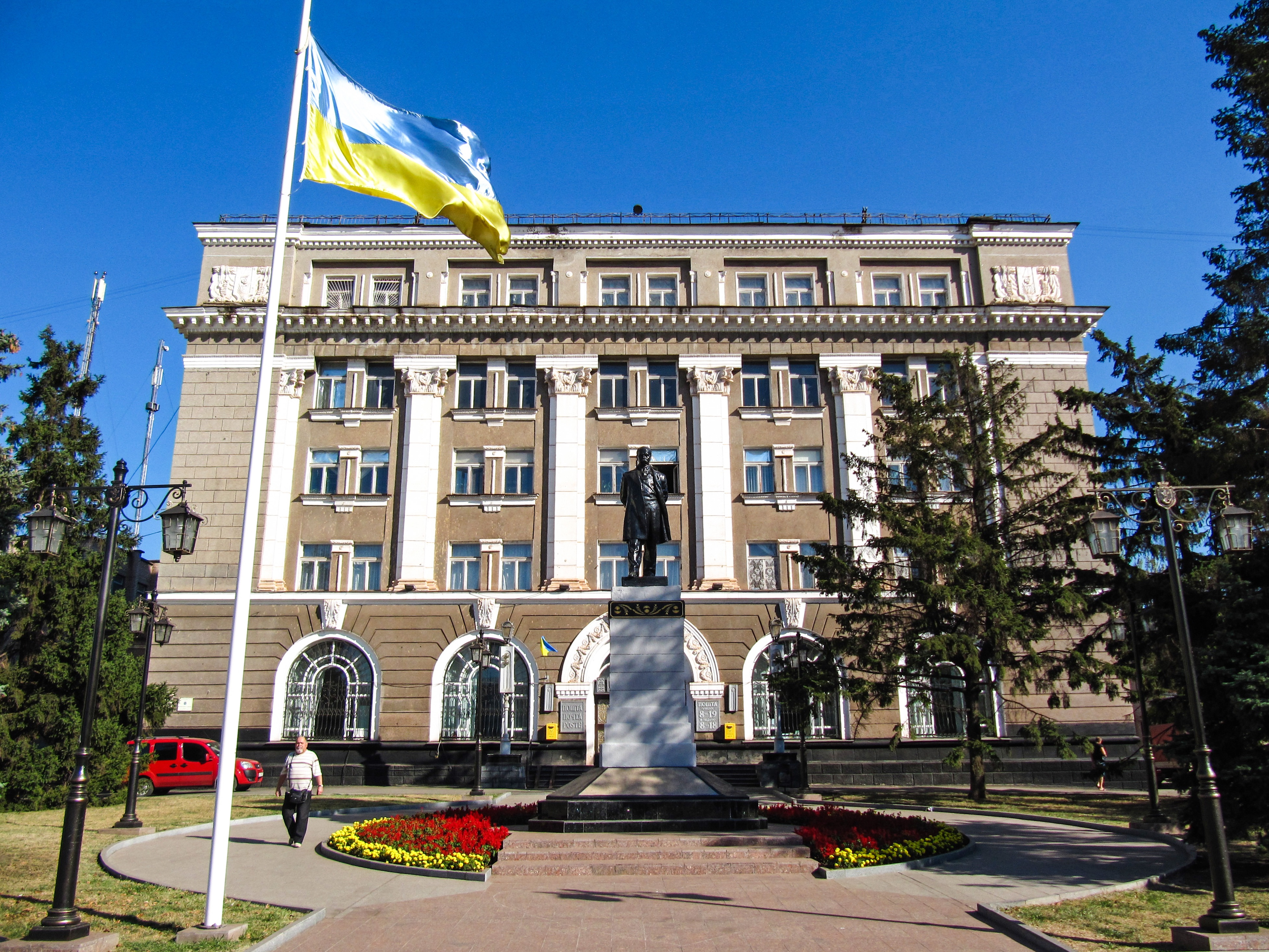
Криворізький головпоштамт

- «Червоний Гірник»
- «Домашня газета»
- «Пульс»
- «КупляПродажа»
- «Саксагань»

### Інтернет-видання
Інтернет-ресурсами є 0564, Кривий Ріг LIFE та інші.

### FM-радіостанції
На території міста в межах радіочастот FM-діапазону своє мовлення проводять 19 всеукраїнських та регіональних радіостанцій:
| №п/п | Частота, МГц | Назва                                                 | Потужність, кВт | Юридичні особи                              | Адреса вежі               | Передавач                    |
| ---- | ------------ | ----------------------------------------------------- | --------------- | ------------------------------------------- | ------------------------- | ---------------------------- |
| 1    | 90,0         | «Радіо Культура»                                      | 1               | АТ «НСТУ»                                   | вул. Телевізійна, 8-А     | ДФКРРТ                       |
| 2    | 90,4         | «Українське радіо» / «Українське радіо Кривий Ріг»    | 0,25            | АТ «НСТУ»                                   | вул. Телевізійна, 8-А     | ДФКРРТ                       |
| 3    | 91,1         | «Армія FM»                                            | 1               | Центральна ТРС Міністерства оборони України | вул. Телевізійна, 8-А     | ДФКРРТ                       |
| 4    | 91,6         | «Lux FM»                                              | 1               | ПрАТ «ТРК Люкс»                             | вул. Телевізійна, 8-А     | ДФКРРТ                       |
| 5    | 93,5         | «DJFM»                                                | 1               | ТОВ «Українська радіо група»                | вул. Телевізійна, 8-А     | ДФКРРТ                       |
| 6    | 96,3         | конкурс від 17.07.2025                                | 1               |                                             | вул. Дніпровське шосе, 30 | Криворізька взуттєва фабрика |
| 7    | 98,7         | «Радіо Промінь»                                       | 0,5             | АТ «НСТУ»                                   | вул. Телевізійна, 8-А     | ДФКРРТ                       |
| 8    | 99,1         | Радіо «П'ятниця»                                      | 0,25            | ТОВ «Новий обрій»                           | вул. Телевізійна, 8-А     | ДФКРРТ                       |
| 9    | 100,2        | «Країна ФМ»                                           | 1               | ПрАТ РК «ГАЛА»                              | вул. Телевізійна, 8-А     | ДФКРРТ                       |
| 10   | 101,0        | «Шлягер FM»                                           | 1               | ТОВ ТРМК «Радіо Хвиля»                      | вул. Телевізійна 8-А      | ДФКРРТ                       |
| 11   | 101,4        | «Перець FM»                                           | 1               | ТОВ РК «Клас»                               | вул. Телевізійна, 3-А     | РПЦ «Медіа-Система»          |
| 12   | 102,3        | Радіо Кривбас                                         | 0,2             | ТОВ «Радіо Кривбас»                         | вул. Телевізійна, 8-А     | ДФКРРТ                       |
| 13   | 102,7        | «Наше радіо»                                          | 4               | ТОВ «Наше радіо»                            | вул. Телевізійна, 8-А     | ДФКРРТ                       |
| 14   | 103,2        | «Авторадіо» (немає мовлення) (конкурс від 03.07.2025) | 1               | ТОВ фірма «Волинь»                          | вул. Телевізійна, 8-А     | ДФКРРТ                       |
| 15   | 103,6        | «Power FM»                                            | 2               | ПП Компанія «Нова хвиля»                    | вул. Телевізійна, 8-А     | ДФКРРТ                       |
| 16   | 104,3        | «Radio ROKS»                                          | 0,2             | ПП Фірма «Лямін»                            | вул. Дніпровське шосе, 30 | Криворізька взуттєва фабрика |
| 17   | 104,7        | «Radio Relax»                                         | 1               | ТОВ «ТРК Онікс»                             | вул. Дніпровське шосе, 30 | Криворізька взуттєва фабрика |
| 18   | 105,2        | Радіо «Мегаполіс»                                     | 0,25            | ТОВ ТРК «Медіа-Система»                     | вул. Телевізійна, 8-А     | ДФКРРТ                       |
| 19   | 105,9        | «Радіо Байрактар»                                     | 1               | ТОВ ТРО «Радіо Україна»                     | вул. Дніпровське шосе, 30 | Криворізька взуттєва фабрика |
| 20   | 106,9        | Хіт FM                                                | 1               | ТОВ ТРК «Медіа маркет»                      | вул. Дніпровське шосе, 30 | Криворізька взуттєва фабрика |
| 21   | 107,4        | Radio NV                                              | 1               | ТОВ ТРК «Радіо-Ера»                         | вул. Дніпровське шосе, 30 | Криворізька взуттєва фабрика |

Більшість FM-радіостанцій ретранслюється з міської телевежі.

### Місцеві телерадіокомпанії
- ТРК «Криворіжжя»
- «Рудана»
- Перший міський

## Спорт

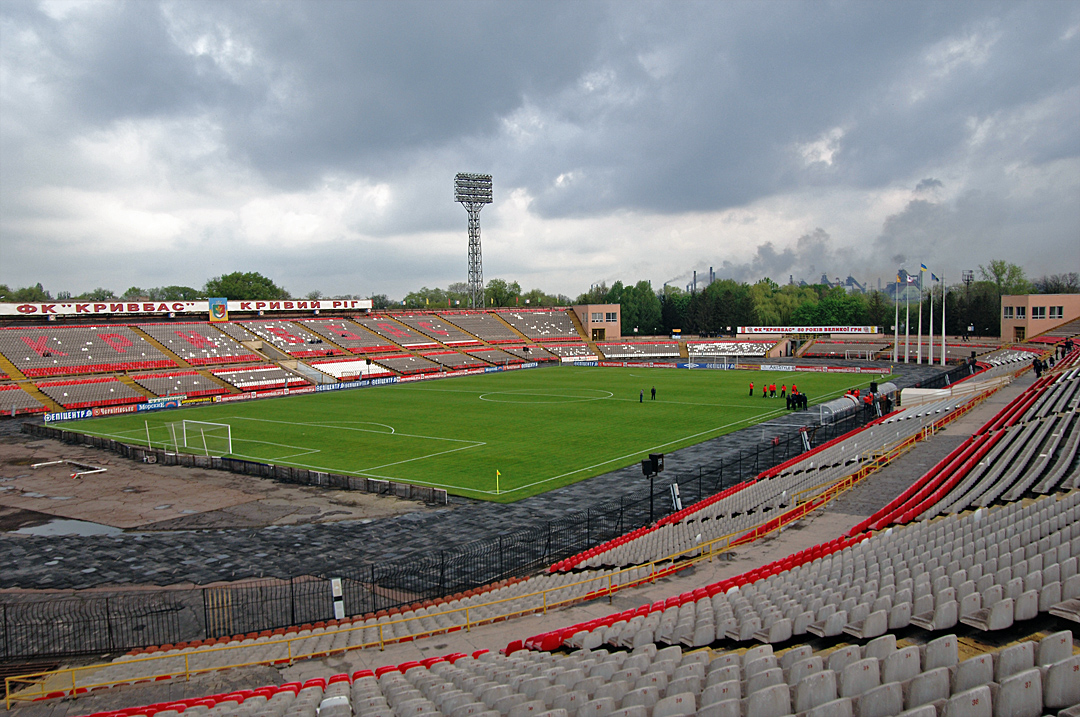
Стадіон «Металург»

У Кривому Розі вельми розвинений як аматорський, так і професіональний спорт.
Найбільший стадіон «Металург» місткістю 29 700 осіб, дві льодові арени, сімнадцять спортивних шкіл виховують приблизно 11 тисяч спортсменів.
Унікальним є міський парашутний клуб «Юний авіатор».
Ще на початку XX століття у місті були створені перші футбольні колективи. 1925 року відбувся перший розіграш першості Криворізького округу з футболу. В радянські часи «Кривбас» чотири рази (1971, 1975, 1976, 1981 рр.) вигравав турнір 6-ї української зони другої ліги і ставав чемпіоном України, 1974 року завоював бронзові медалі. Двічі (1972, 1977 рр.) гравці Кривого Рогу виступали в першій лізі радянського футболу.
У першому сезоні чемпіонату незалежної України команда стартувала у першій лізі, а впродовж наступних 21 сезонів виступала в елітному дивізіоні. 2000 року ФК «Кривбас» грав у фіналі Кубка України. У 1999 і 2000 роках ставав бронзовим призером чемпіонату, але був оголошений банкрутом 2013 року.
Головним футбольним клубом міста став ФК «Гірник», заснований 1925 року, що виступав у Першій лізі чемпіонату України. Футбольна команда — частина спортивного клубу, де культивують також греко-римську боротьбу, регбі й тайський бокс. Резерв для клубу готує Комплексна дитячо-юнацька спортивна школа.
20 серпня 2020 року клуб «Гірник», який виступав до 20 серпня 2020 року у Другій лізі чемпіонату України, офіційно змінив назву на «Кривбас».
За підсумками сезону 2020/2021 чемпіонату Другої ліги «Кривбас» посів друге місце та підвищився у класі.
Вже наступного сезону «Кривбас», посівши друге місце, знову підвищився у класі, потрапивши в Українську Премєр-лігу.
В еліті сезону 2022/2023 клуб непогано проявив себе, посівши 7-ме місце.
Баскетбольний клуб «Кривбасбаскет» виступає в Українській баскетбольній суперлізі.
До літа 2015 року існувала команда з хокею на траві «ККНАУ-КРАУСС».

## Міжнародні відносини

### Міста-побратими
До 22 листопада 2017 року відповідно до положень Статуту територіальної громади м. Кривого Рогу, затвердженого рішенням Криворізької міської ради від 29.09.2010 № 4041
«Про затвердження Статуту територіальної громади м. Кривого Рогу», міста-побратими Кривого Рогу визначалися безпосередньо цим Статутом (статті 5 розділу I).
22 листопада 2017 року набула чинності нова редакція Статуту територіальної громади м. Кривого Рогу, яка передбачає інший механізм визначення міст-побратимів. Так, статтею 5 розділу I даного Статуту встановлено, що «Міська рада визначає міста-побратими Кривого Рогу. Положення про міста-побратими м. Кривого Рогу затверджується рішенням міської ради».
Своєю чергою Положенням про міста-побратими м. Кривого Рогу, затвердженим рішенням міської ради від 20.12.2017 № 2290 «Про затвердження Положення про міста-побратими м. Кривого Рогу», передбачено (п. 6.1 р. 6), що рішення щодо укладення угоди про побратимство (партнерство)
ухвалює Криворізька міська рада.

#### Поточні
- Ам'єн, Франція (2025)
- Дуйсбург, Німеччина (2023)[149]
- Еспоо, Фінляндія (2023)
- Кошиці, Словаччина (2017[150]) — Декларація про співробітництво в галузі спорту.
- Люнгдал[en], Норвегія (2023)[151] — Угода про партнерство
- Люблін, Польща (2017[150] — протокол про наміри; 2023[152]).
- Мішкольц, Угорщина (2016[150]) — протокол про наміри.
- Руставі, Грузія (2019)[153]
- Ханьдань, Китай (2001)[154][155]

#### Колишні
- Жодино (2018—2022)[156][157]
- Нижній Тагіл (до 2017)